# CAF Urbos

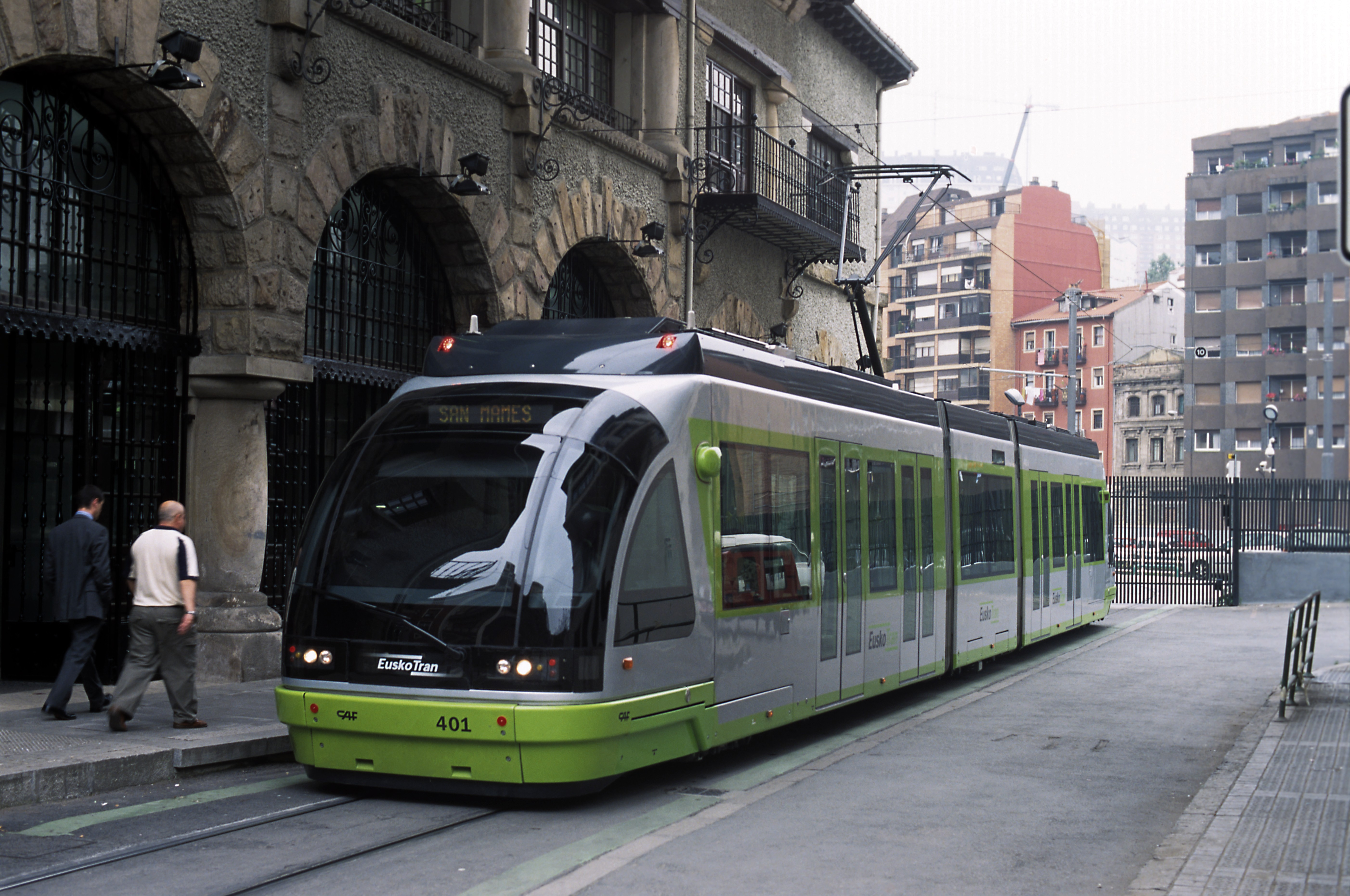
Urbos 1 bei der Straßenbahn Bilbao

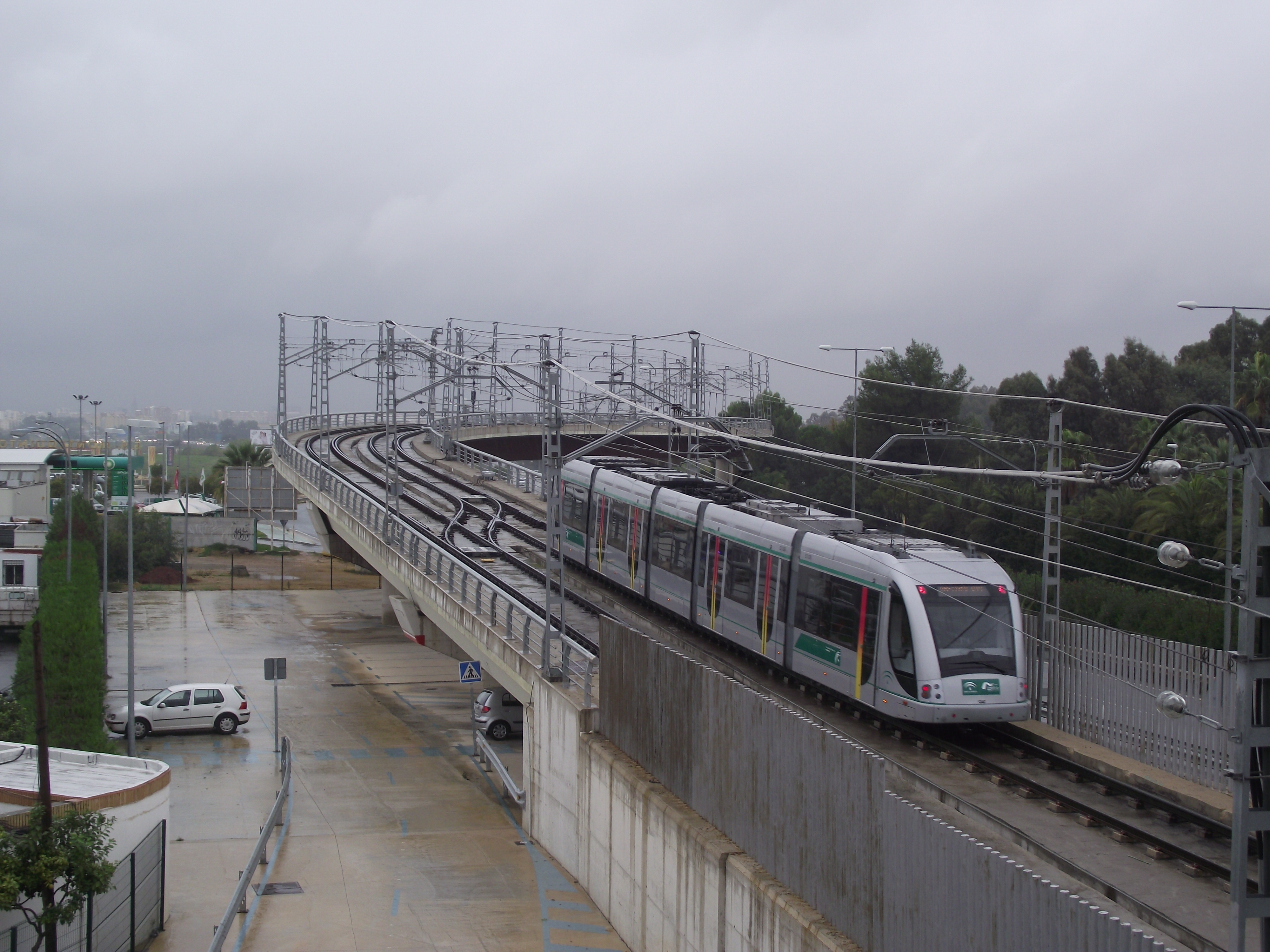
Urbos 2 der Metro Sevilla

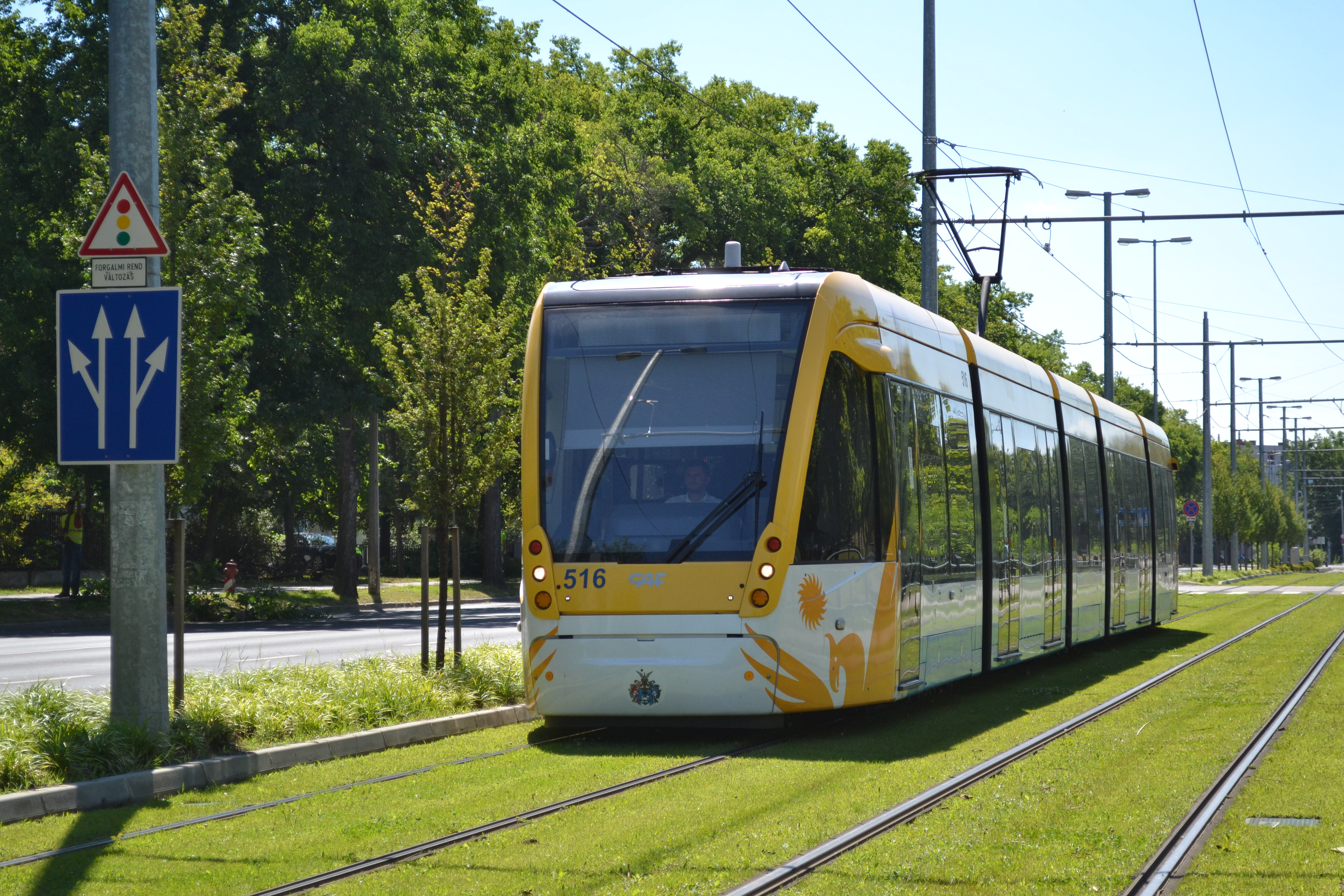
Die Urbos 3 „von der Stange“ wurden mit drei unterschiedlichen Fahrzeugfrontvarianten ausgeliefert. Beispielsweise nach Debrecen …

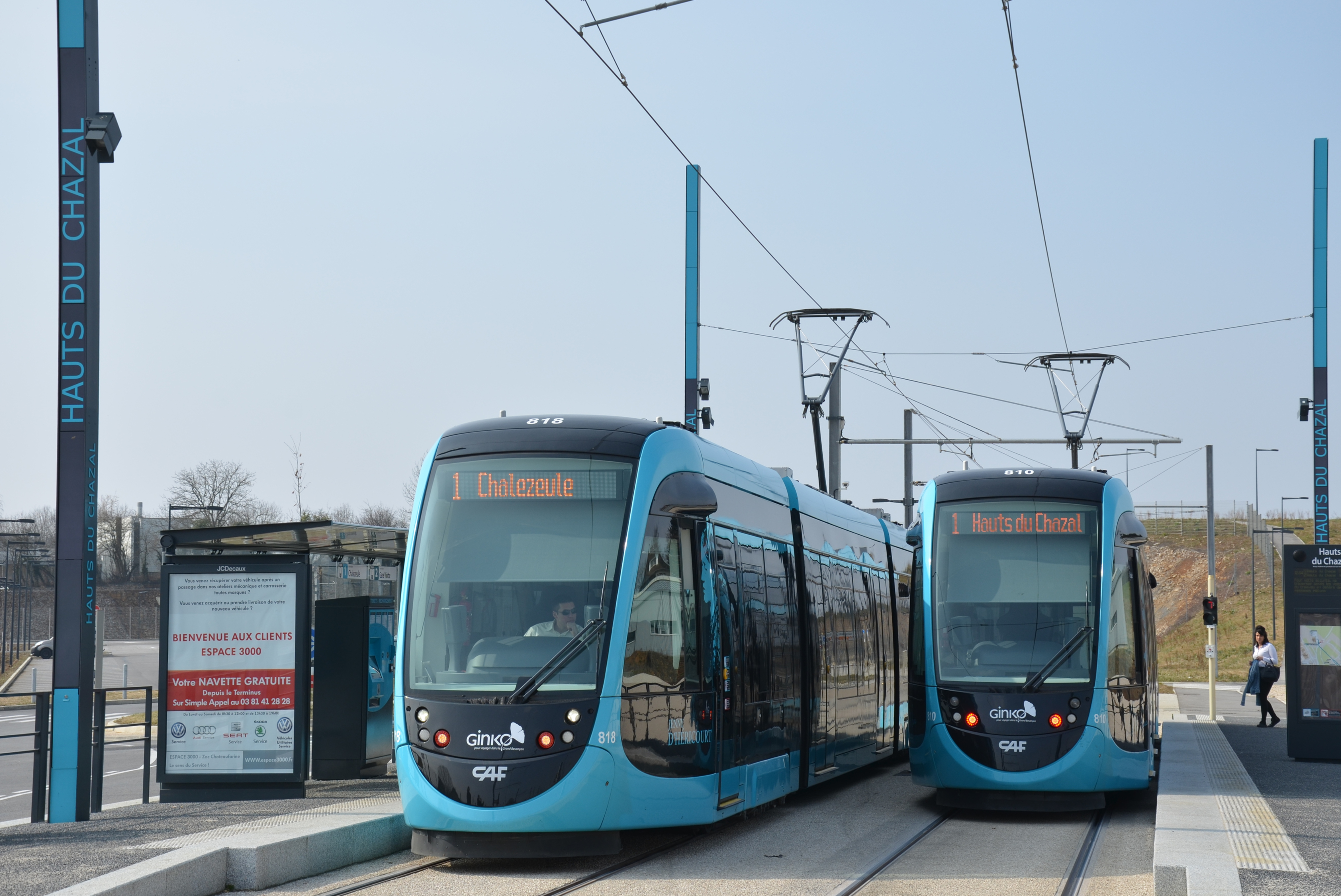
Besançon …

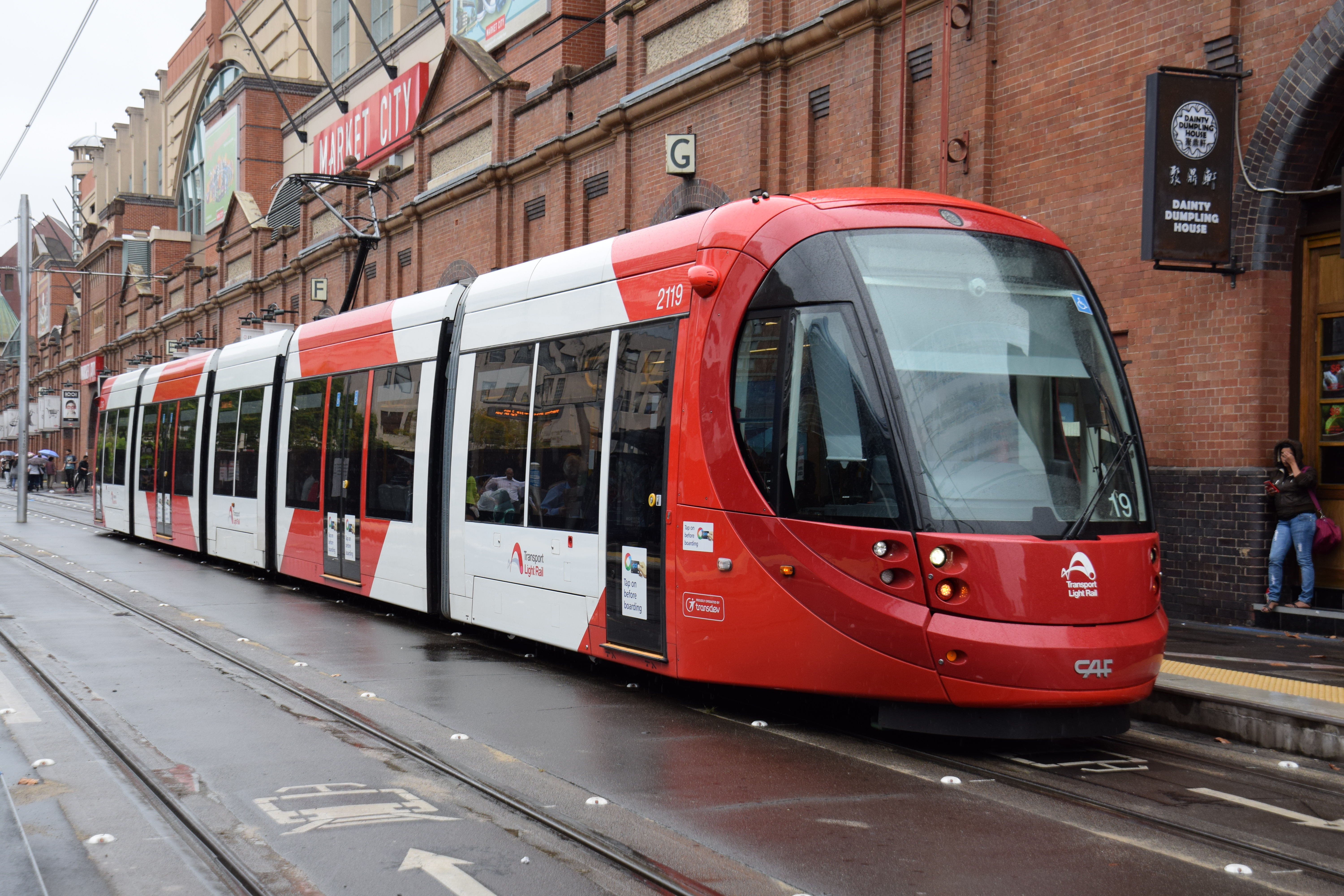
oder Sydney

Als Urbos bezeichnet die baskische Firma Construcciones y Auxiliar de Ferrocarriles (CAF) ihre seit 2002 gefertigten niederflurigen Straßenbahnwagen. Nachdem die ersten Fahrzeugserien der Generationen Urbos 1 und Urbos 2 vor allem an spanische Betriebe geliefert wurden, überwiegt mit den Urbos 3 inzwischen der Exportanteil. Ab etwa 2010 diversifizierte sich das Angebot von CAF mit weiteren Varianten und auch grundsätzlich abweichenden Fahrzeugtypen, beispielsweise dem vollständig auf Drehgestellen laufenden Urbos AXL.

## Bezeichnungen
Die gemeinsame Bezeichnung für die Fahrzeuge wurde erst 2009 eingeführt. Dabei wurden zunächst die Typen Urbos 1, Urbos 2 und Urbos 3 unterschieden. Mit der Aufnahme weiterer Typen in die Urbos-Familie änderte CAF das Bezeichnungssystem jedoch von der Durchnummerierung der Generationen zu Angaben über die Eigenschaften oder das vorgesehene Einsatzgebiet.
Die Variante Urbos 100 ist die am häufigsten verkaufte und vollständig niederflurig. In der Standardausführung ist sie als Multigelenkwagen mit kaltgefügter Karosserie aus rostfreiem Stahl und Aluminium, mit Losradsätzen und voll abgefedertem, auf einzelne Räder wirkendem Antrieb ausgeführt. Eine Variante des Urbos 100 mit klassischen Radsätzen wird als Urbos 100X bezeichnet. Die Urbos 70 haben dem Konzept Multigelenkwagen entsprechende Mittelteile und darauf aufgesattelte Endteile mit Drehgestellen an den Führerstandsenden, über denen der Wagenboden höher liegt. Damit beträgt der Niederfluranteil einer dreiteiligen Einheit nur 70 %. Die Urbos AXL sind Drehgestellwagen mit klassischen Radsätzen.
Zwei Varianten wurden für spezielle Einsatzgebiete entwickelt: Die Urbos TT sind als Tram-Train konzipiert, während Urbos LRV die Bezeichnung von Light-Rail-Fahrzeugen für den nordamerikanischen Markt darstellt. In einer späteren Angebotsübersicht (April 2025) ist der Urbos LRV nicht mehr vertreten.

## Urbos 1
Von der ersten Generation werden nur acht Wagen im baskischen Bilbao eingesetzt. Es handelt sich um dreiteilige meterspurige Gelenkwagen. Die Endteile laufen auf je einem Triebdrehgestell unter dem Führerstandsende, sie sind auf das Mittelteil mit einem nicht gegenüber dem Wagenkasten ausdrehbaren Laufgestell aufgesattelt. Wegen fehlender Wendeschleifen an den Endpunkten der Strecke in Bilbao sind es Zweirichtungswagen. Die Fahrzeuge basieren auf der FGV-Baureihe 3800 der Straßenbahn Valencia. Beim achten Wagen ist zur Technikerprobung statt eines der Drehgestelle das mittlere Gestell angetrieben. Ziele waren einerseits die Möglichkeit der Verlängerung der Fahrzeuge ohne zusätzliche Hochflurbereiche und andererseits die Möglichkeit zum Bau vollständig niederfluriger Fahrzeuge. Teilweise wurde berichtet, das Fahrzeug selbst sei bereits vollständig niederflurig. Dies ist jedoch nicht der Fall.
| Betrieb            | Ort    | Land    | Anzahl | Spurweite in mm | Wagenteile | Einrichtungswagen / Zweirichtungswagen | Länge in m | Breite in m | Auslieferung | Bemerkung                                 |
| ------------------ | ------ | ------- | ------ | --------------- | ---------- | -------------------------------------- | ---------- | ----------- | ------------ | ----------------------------------------- |
| Straßenbahn Bilbao | Bilbao | Spanien | 7      | 1000            | 3          | Zweirichtungswagen                     | 24,4       | 2,4         | 2002         |                                           |
| Straßenbahn Bilbao | Bilbao | Spanien | 1      | 1000            | 3          | Zweirichtungswagen                     | 24,4       | 2,4         | 2004         | Erprobungsträger für Urbos-2-Triebgestell |

## Urbos 2

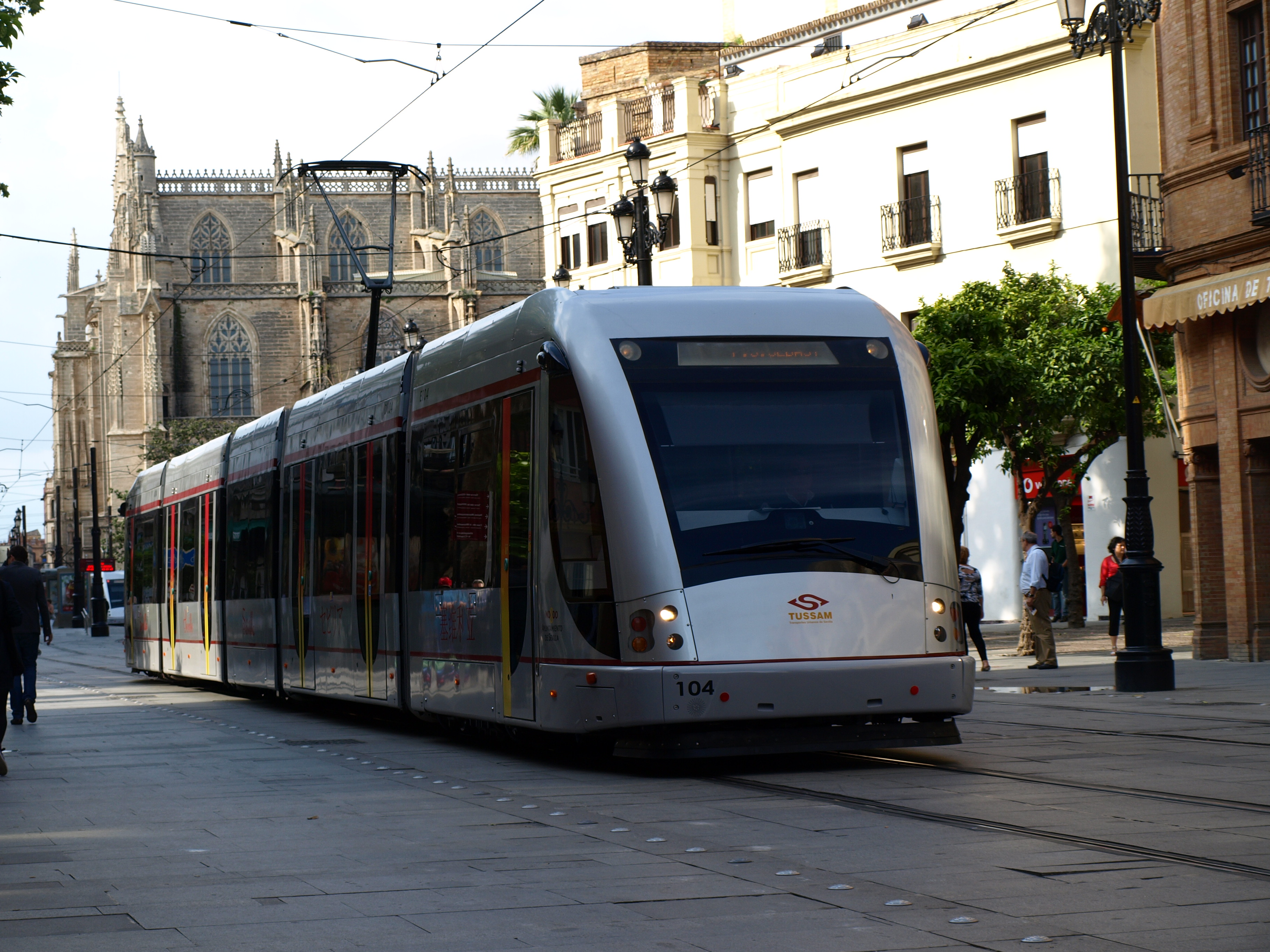
Urbos 2 bei der Straßenbahn Sevilla

Mit den drei Fahrzeugen für die Straßenbahn Vélez-Málaga wurden die Urbos erstmals als vollständig niederflurige Multigelenkwagen ausgeführt. Alle Wagen der Generation Urbos 2 sind fünfteilig in der Konfiguration Endteil mit Führerstand – Sänfte – Mittelteil – Sänfte – Endteil mit Führerstand.
Zur Bedienung oberleitungsfreier Strecken wurde ein Wagen aus Sevilla zunächst auf einer Teststrecke im CAF-Werk Zaragoza mit zwei Energiespeichersystemen erprobt, einem Schwungradspeicher und einem Superkondensator. Der Superkondensator erzielte bessere Ergebnisse und es folgten weitere Testfahrten auf der Strecke der Straßenbahn Vélez-Málaga. Anschließend wurde er mit ausgetauschtem Superkondensator bei der Straßenbahn Sevilla eingesetzt, bis die dortige Flotte durch Fahrzeuge des Typs Urbos 3 ersetzt wurde. Das System erhielt die Bezeichnung Acumulador de Carga Rápida (ACR).
CAF konnte Urbos 2 an die Straßenbahnbetriebe Vélez-Málaga, Vitoria-Gasteiz, Antalya und nach Sevilla (Metro und Straßenbahnlinie) verkaufen.
Ein Jahr nach Einstellung der Straßenbahn Vélez-Málaga wurden deren Fahrzeuge nach Sydney verliehen, wo sie bis zur Ankunft der bestellten Urbos 3 die Dullwich Hill Line (L1) bedienten. Seit Ende 2014 befinden sich die Wagen wieder in Vélez-Málaga.
Für die Verlängerung auf der ehemaligen Euskotrenstrecke nach Bolueta wurden drei fünfteilige Urbos 2 aus dem Bestand der Straßenbahn Vitoria-Gasteiz nach Bilbao überführt.
| Betrieb                     | Ort             | Land    | Anzahl | Spurweite in mm | Wagenteile | Einrichtungswagen / Zweirichtungswagen | Länge in m | Breite in m | Auslieferung | Bemerkung                                                            |
| --------------------------- | --------------- | ------- | ------ | --------------- | ---------- | -------------------------------------- | ---------- | ----------- | ------------ | -------------------------------------------------------------------- |
| Straßenbahn Antalya         | Antalya         | Türkei  | 14     | 1435            | 5          | Zweirichtungswagen                     |            |             | 2009         |                                                                      |
| Metro Sevilla               | Sevilla         | Spanien | 21     | 1435            | 5          | Zweirichtungswagen                     | 31,3       | 2,65        | 2007–2009    | U-Bahn, ATO-Betrieb mit Bahnsteigtüren                               |
| Straßenbahn Vélez-Málaga    | Vélez-Málaga    | Spanien | 3      | 1435            | 5          | Zweirichtungswagen                     |            | 2,65        |              | Einsatz 2006–2012 in Spanien, danach zwei Jahre bei Stadtbahn Sydney |
| Straßenbahn Vitoria-Gasteiz | Vitoria-Gasteiz | Spanien | 5      | 1000            | 5          | Zweirichtungswagen                     |            |             | 2008–2009    | 3 Stück 2021 abgegeben an Straßenbahn Bilbao                         |

## Urbos 3

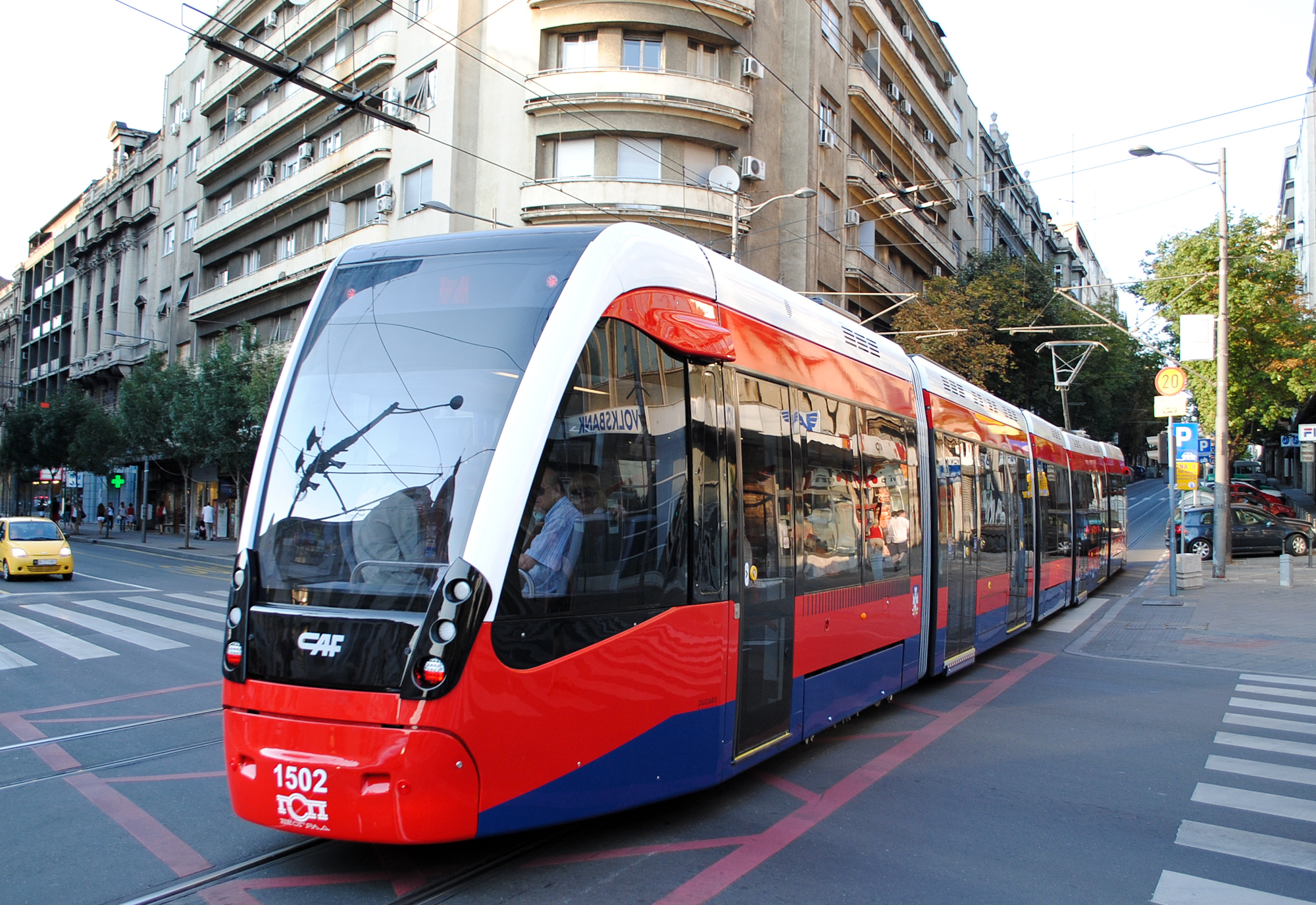
Urbos 3 in Belgrad

### Acumulador de Carga Rápida
Nachdem CAF das Akku-System ACR (Acumulador de Carga Rápida) zur Serienreife gebracht hatte, wurde es im Urbos 3 als Bestelloption eingeführt. Die Akkus ermöglichen den Bau oberleitungsloser Strecken, die Vorteile hinsichtlich der Stadtverträglichkeit haben. Im öffentlichen Straßenraum werden keine Masten und andere störende Elemente benötigt. Beim System ACR werden an jeder Haltestelle Doppelschichtkondensatoren (Supercaps) soweit geladen, dass sie die nötige Energie zum Erreichen der nächste Haltestelle speichern. Daneben verfügen die mit ACR ausgerüsteten Fahrzeuge über Akkumulatoren, die längerfristig die Energieversorgung sicherstellen. CAF untersuchte auch andere Systeme wie eine Stromschiene (ähnlich dem APS-System), Brennstoffzelle und Schwungrad, verwarf sie aber wegen hoher Kosten oder mangelnder Eignung. Das komplette System wird inzwischen als Freedrive vermarktet. Damit das System auch zum Aufladen an den Haltestellen kein kurzes Stück Oberleitung erfordert, wurde auch ein kurzer, zwischen den Schienen angeordneter Kontaktstreifen entwickelt, welcher dort angeordnet wird, wo ein Mittelteil mit Laufwerk zum Halten kommt. Er liegt etwas oberhalb der Schienenoberkante und ist spannungslos und geerdet, solange sich kein Fahrzeug darüber befindet. Die Fahrzeuge erhalten dafür einen Stromabnehmer an der Unterseite der mittleren Laufwerke. Die erste Anwendung erfolgte bei der Straßenbahn Saragossa.

### Technik

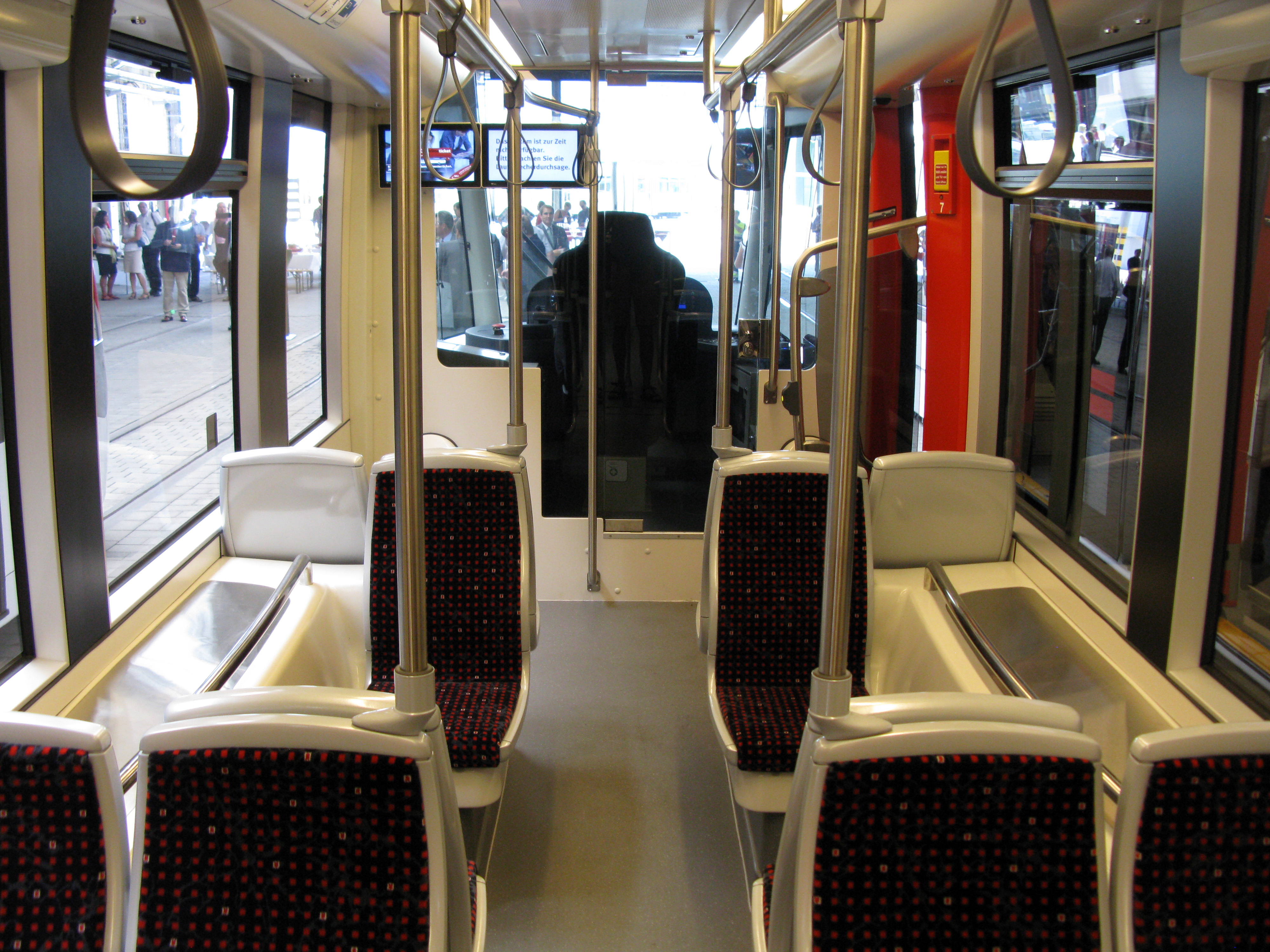
Sitzanordnung über einem angetriebenen Laufwerk in einem Freiburger Urbos 100
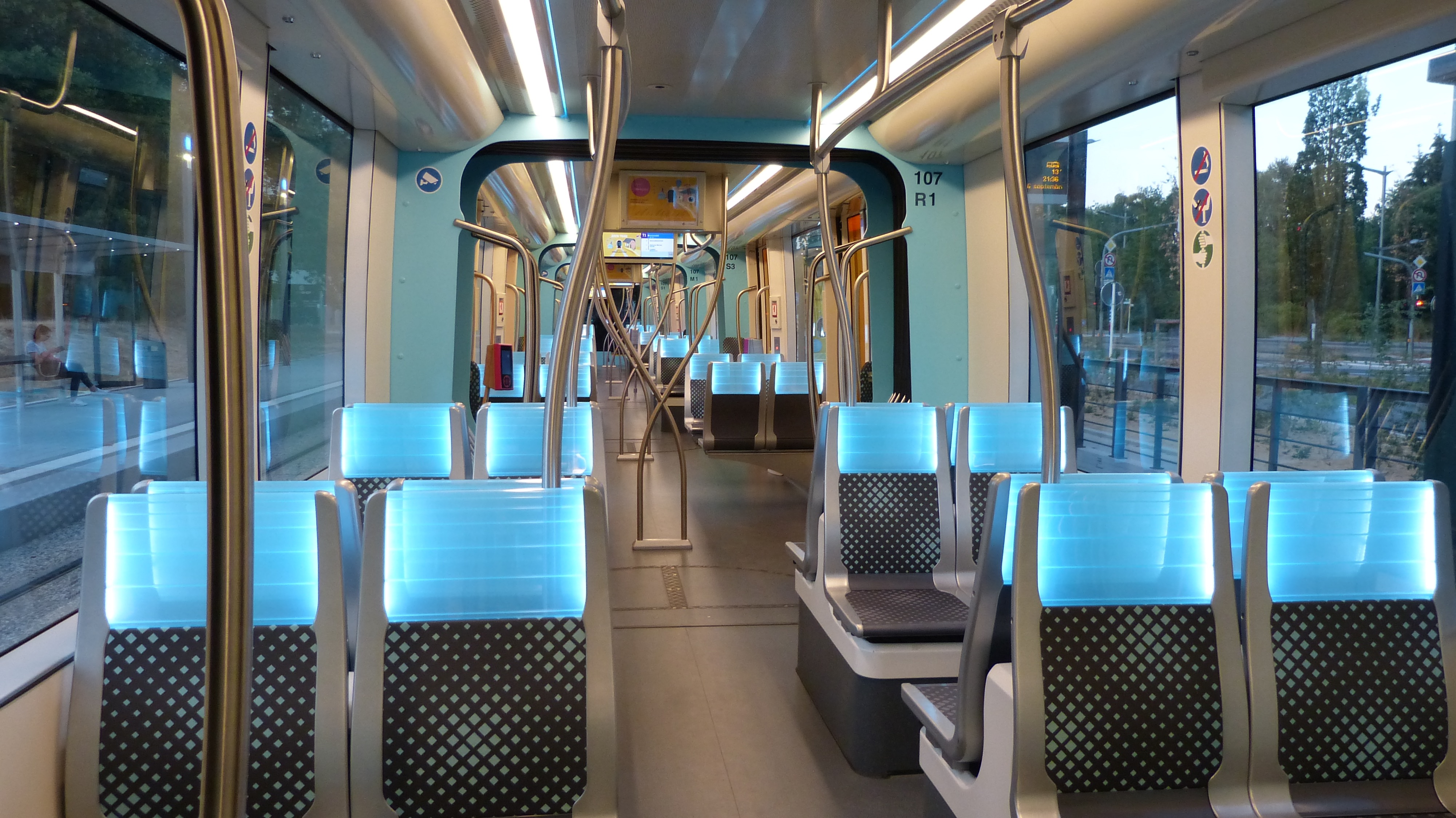
Vollständige 2+2-Sitzanordnung über einem nicht angetriebenen Laufwerk in einem Luxemburger Urbos 100
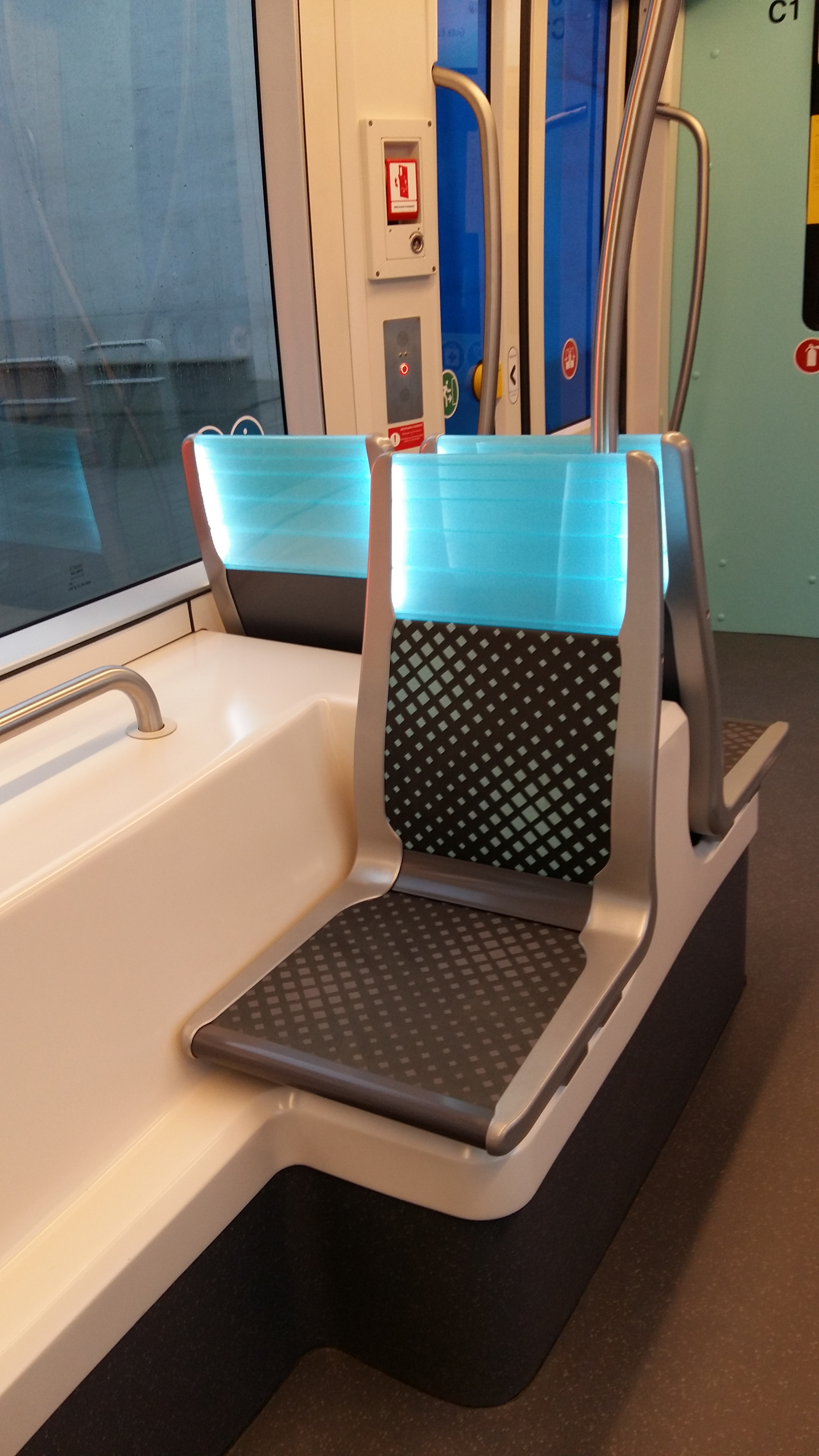
Sitz mit seitlich eingeschränktem Fußraum über angetriebenem Laufwerk in einem Luxemburger Urbos 100

Neben ACR wurden weitere Verbesserungen an den Wagen vorgenommen. Das Design wurde überarbeitet und die Innengestaltung wurde nach ergonomischen Gesichtspunkten verändert. Die Traktionsstromrichter nutzen IGBTs und ermöglichen Rekuperation.
Es werden Varianten in Regel- und Meterspur angeboten. Die Wagenkastenbreite kann zwischen 2300, 2400 und 2650 Millimeter gewählt werden. Die Wagen können aus 3, 5, 7 oder 9 Modulen bestehen, so dass die Länge zwischen 23 und 56 Metern (längste Straßenbahnwagen der Welt für Budapest) variiert.
Die ersten Wagen der Bauart Urbos 3 gingen am 21. März 2011 bei der nun teilweise oberleitungslosen Straßenbahn Sevilla in Betrieb. Einen Monat später, am 19. April 2011 ging mit der Straßenbahn Saragossa ein zweites Straßenbahnsystem mit Urbos-3-Wagen in Betrieb. Zahlreiche weitere Einheiten mit und ohne ACR wurden für Straßenbahnsysteme weltweit gefertigt und bestellt.
Für einige Städte und Betriebe wurden stark angepasste Urbos entwickelt, etwa für Amsterdam, Boston, Oslo, Saint-Étienne oder De Lijn. Diese unterscheiden sich konstruktiv beispielsweise durch kürzere Segmente, eine schmalere Ausführung, verbesserte Wintertauglichkeit oder Verwendung von durchgehenden Achsen von den Standardversionen. Zur Unterscheidung gegenüber einer Variante mit nur 70 % Niederfluranteil (Urbos 70) werden die vollständig niederflurigen Fahrzeuge von CAF als Urbos 100 (Losradsätze) oder Urbos 100X (klassische Radsätze) bezeichnet.
Charakteristisch für die Inneneinrichtung der Fahrzeuge ist, dass über den angetriebenen Laufwerken bei jeweils zwei Sitzreihen nur die Anordnung von je einem Sitz zu beiden Seiten des Gangs möglich ist, weil der Raum an den Fenstern nicht nutzbar ist. Auch bei den verbleibenden Sitzen ist der Fußraum seitlich eingeschränkt. Für die nicht angetriebenen Laufwerke gilt dies nicht.

### Übersicht der Urbos 100
| Betrieb                          | Ort                  | Land                    | Anzahl            | Optionen | Spurweite in mm | Wagenteile | Einrichtungswagen / Zweirichtungswagen | Länge in m       | Breite in m | Auslieferung            | Bemerkung                                                    |
| -------------------------------- | -------------------- | ----------------------- | ----------------- | -------- | --------------- | ---------- | -------------------------------------- | ---------------- | ----------- | ----------------------- | ------------------------------------------------------------ |
| Straßenbahn Amsterdam            | Amsterdam            | Niederlande             | 72                | 54       | 1435            | 5          | Zweirichtungswagen                     | 30               | 2,40        | 2019–2022               | [ 17 ]                                                       |
| Straßenbahn Belgrad              | Belgrad              | Serbien                 | 30                |          | 1000            | 5          | Einrichtungswagen                      | 33               | 2,30        |                         | [ 18 ]                                                       |
| Straßenbahn Besançon             | Besançon             | Frankreich              | 19                |          | 1435            | 5          | Zweirichtungswagen                     | 23               | 2,40        |                         | [ 19 ]                                                       |
| West Midlands Metro              | Birmingham           | Großbritannien          | 20                | 5        | 1435            | 5          | Zweirichtungswagen                     | 33               | 2,65        |                         | [ 20 ] [ 21 ]                                                |
| Green Line                       | Boston               | USA                     | 102               |          | 1435            | 7          | Zweirichtungswagen                     | 34,7             | 2,64        |                         | [ 22 ]                                                       |
| Straßenbahn Budapest             | Budapest             | Ungarn                  | 102 (35+21+20+26) |          | 1435            | 5          | Zweirichtungswagen                     | 34,1             | 2,40        | 2015–2016, 2019, 2023   | [ 23 ] [ 24 ]                                                |
| Straßenbahn Budapest             | Budapest             | Ungarn                  | 22 (12+5+5)       | 9        | 1435            | 56,9       | Zweirichtungswagen                     | 2015, 2019, 2023 | 2,40        |                         | [ 23 ] [ 24 ]                                                |
| Stadtbahn Cagliari               | Cagliari             | Italien                 | 3                 | 6        | 950             | 5          | Zweirichtungswagen                     | 33,1             |             | 2018                    | [ 25 ]                                                       |
| C-Train                          | Calgary              | Kanada                  | 28                | 24       | 1435            | 7          | Zweirichtungswagen                     | 42               |             | ab 2027                 | [ 26 ]                                                       |
| Canberra Metro                   | Canberra             | Australien              | 14                |          | 1435            | 5          | Zweirichtungswagen                     | 33               |             | 2019                    |                                                              |
|                                  | Cincinnati           | USA (Ohio)              | 5                 |          | 1435            | 3          | Zweirichtungswagen                     | 23,6             | 2,65        |                         | abweichend geschweißte Stahlkonstruktion, Dach aus Aluminium |
|                                  | Cuiabá               | Brasilien               | 40                |          | 1435            | 7          | Zweirichtungswagen                     | 44,2             | 2,40        |                         | ohne Einsatz in Cuiabá; 2024 nach Salvador verkauft          |
| Straßenbahn Debrecen             | Debrecen             | Ungarn                  | 18                |          | 1435            | 5          | Zweirichtungswagen                     | 32,4             | 2,65        | ab 26. Februar 2014     | [ 32 ]                                                       |
| Edinburgh Trams                  | Edinburgh            | Großbritannien          | 27                |          | 1435            | 7          | Zweirichtungswagen                     | 42,8             | 2,65        |                         | [ 33 ]                                                       |
| Straßenbahn Freiburg im Breisgau | Freiburg im Breisgau | Deutschland             | 25                |          | 1000            | 7          | Zweirichtungswagen                     | 42               | 2,30        | 2015–2024               | [ 34 ] [ 35 ]                                                |
| Stadtbahn Granada                | Granada              | Spanien                 | 15 + 8            |          | 1435            | 5          | Zweirichtungswagen                     | 32,4             | 2,65        |                         | mit Akku-Option ACR                                          |
| Stadtbahn Jerusalem              | Jerusalem            | Israel                  | 114               |          | 1435            | 5          | Anderthalbrichtungswagen               |                  |             | 2022–                   |                                                              |
| Straßenbahn Kansas City          | Kansas City          | USA (Missouri)          | 14                |          | 1435            | 3          | Zweirichtungswagen                     | 23,62            | 2,65        | 2015, 2019, 2024        | abweichend geschweißte Stahlkonstruktion, Dach aus Aluminium |
| Straßenbahn Kaohsiung            | Kaohsiung            | Republik China (Taiwan) | 9                 |          | 1435            | 5          | Zweirichtungswagen                     | 34,1             | 2,65        |                         | [ 39 ]                                                       |
| Straßenbahn Lissabon             | Lissabon             | Portugal                | 15                |          | 900             | 5          | Einrichtungswagen                      | 28,5             |             | 2023–2024               | [ 40 ]                                                       |
| Straßenbahn Lund                 | Lund                 | Schweden                | 7                 |          | 1435            | 5          | Zweirichtungswagen                     | 33               | 2,65        | 2020–2021               |                                                              |
| Straßenbahn Lüttich              | Lüttich / Liège      | Belgien                 | 20                |          | 1435            | 7          | Zweirichtungswagen                     | 45,4             | 2,65        | 2022–2023               |                                                              |
| Stater Tram                      | Luxemburg            | Luxemburg               | 32                |          | 1435            | 7          | Zweirichtungswagen                     | 45,4             | 2,65        | 2017, 2019–2021         | mit ACR und Energieaufnahme über Bodenkontakt                |
| Metro Málaga                     | Málaga               | Spanien                 | 14+4              |          | 1435            | 5          | Zweirichtungswagen                     | 32,4             | 2,65        | 2012–2013               | [ 42 ]                                                       |
| Straßenbahn Marseille            | Marseille            | Frankreich              | 15                |          | 1435            | 7          | Zweirichtungswagen                     | 42,5             | 2,4         | ab 2025                 |                                                              |
| Metro Express                    | Port Louis           | Mauritius               | 18                |          | 1435            | 7          | Zweirichtungswagen                     | 45,4             | 2,65        |                         |                                                              |
| Straßenbahn Montpellier          | Montpellier          | Frankreich              | 60                | 17       | 1435            | 7          | Zweirichtungswagen                     |                  | 2,65        | ab 2025                 |                                                              |
| Straßenbahn Nantes               | Nantes               | Frankreich              | 8                 |          | 1435            | 5          | Zweirichtungswagen                     | 38               | 2,40        |                         | [ 43 ]                                                       |
| Straßenbahn Newcastle            | Newcastle            | Australien              | 6                 |          | 1435            | 5          | Zweirichtungswagen                     |                  |             | 2019                    |                                                              |
|                                  | Neu-Taipeh           | Republik China (Taiwan) | bis zu 23         |          |                 | 9          | Zweirichtungswagen                     | ca. 55           |             |                         | [ 44 ]                                                       |
| Straßenbahn Omaha                | Omaha                | USA (Nebraska)          | 6                 | 29       |                 | 3          | Zweirichtungswagen                     |                  |             | voraussichtlich 2027    | mit Energiespeicher für oberleitungsfreien Betrieb           |
| Straßenbahn Oslo                 | Oslo                 | Norwegen                | 87                | 60       | 1435            | 5          | Zweirichtungswagen                     | 34,16            | 2,65        | 2020–2024               |                                                              |
| Straßenbahn Palermo              | Palermo              | Italien                 | 9+14              | 21       | 1435            |            |                                        |                  |             |                         | [ 47 ] [ 48 ]                                                |
| Straßenbahn Saint-Étienne        | Saint-Étienne        | Frankreich              | 16                |          | 1000            | 5          | Zweirichtungswagen                     | 33               | 2,15        | 2016–2017               |                                                              |
| Straßenbahn Saragossa            | Saragossa            | Spanien                 | 21+2              |          | 1435            | 5          | Zweirichtungswagen                     | 32,3             | 2,65        |                         | [ 49 ]                                                       |
| MetroCentro Sevilla              | Sevilla              | Spanien                 | 4                 |          | 1435            | 5          | Zweirichtungswagen                     | 32,4             | 2,4         | 2011                    | mit ACR                                                      |
| MetroCentro Sevilla              | Sevilla              | Spanien                 | 3                 | 2        | 1435            | 5          | Zweirichtungswagen                     | 31,26            | 2,4         | ab 2024                 | mit ACR                                                      |
| Tranvía Alcalá de Guadaira       | Sevilla              | Spanien                 | 6                 |          | 1435            | 5          |                                        |                  | 2,65        |                         |                                                              |
| Stadtbahn Sydney                 | Sydney               | Australien              | 16                |          | 1435            | 5          | Zweirichtungswagen                     | 32,9             |             | 2013–2015, 2023         |                                                              |
| Stadtbahn Sydney                 | Sydney               | Australien              | 13                |          | 1435            | 7          | Zweirichtungswagen                     | 45               |             | 2023–                   |                                                              |
| Stadtbahn Tel Aviv               | Tel Aviv             | Israel                  | 98                | 32       | 1435            | 5          |                                        | 35               |             |                         |                                                              |
| Straßenbahn Tours                | Tours                | Frankreich              | 19                |          | 1435            | 7          | Zweirichtungswagen                     |                  |             | voraussichtlich ab 2027 | mit Energiespeicher für oberleitungsfreien Betrieb           |
| Stadtbahn Utrecht                | Utrecht              | Niederlande             | 27                |          | 1435            | 5          | Zweirichtungswagen                     | 33               | 2,65        | 2016–2018               | [ 57 ]                                                       |
| Stadtbahn Utrecht                | Utrecht              | Niederlande             | 27                |          | 1435            | 7          | Zweirichtungswagen                     | 41,1             | 2,65        | 2019–2021               | [ 57 ]                                                       |
| Straßenbahn Vitoria-Gasteiz      | Vitoria-Gasteiz      | Spanien                 | 7                 |          | 1000            | 7          | Zweirichtungswagen                     | 44               | 2,40        | 2020                    | [ 58 ]                                                       |
| Straßenbahn Vitoria-Gasteiz      | Vitoria-Gasteiz      | Spanien                 | 3                 |          | 1000            | 7          | Zweirichtungswagen                     | 44               | 2,40        | voraussichtlich 2027    | [ 59 ]                                                       |

### Amsterdam

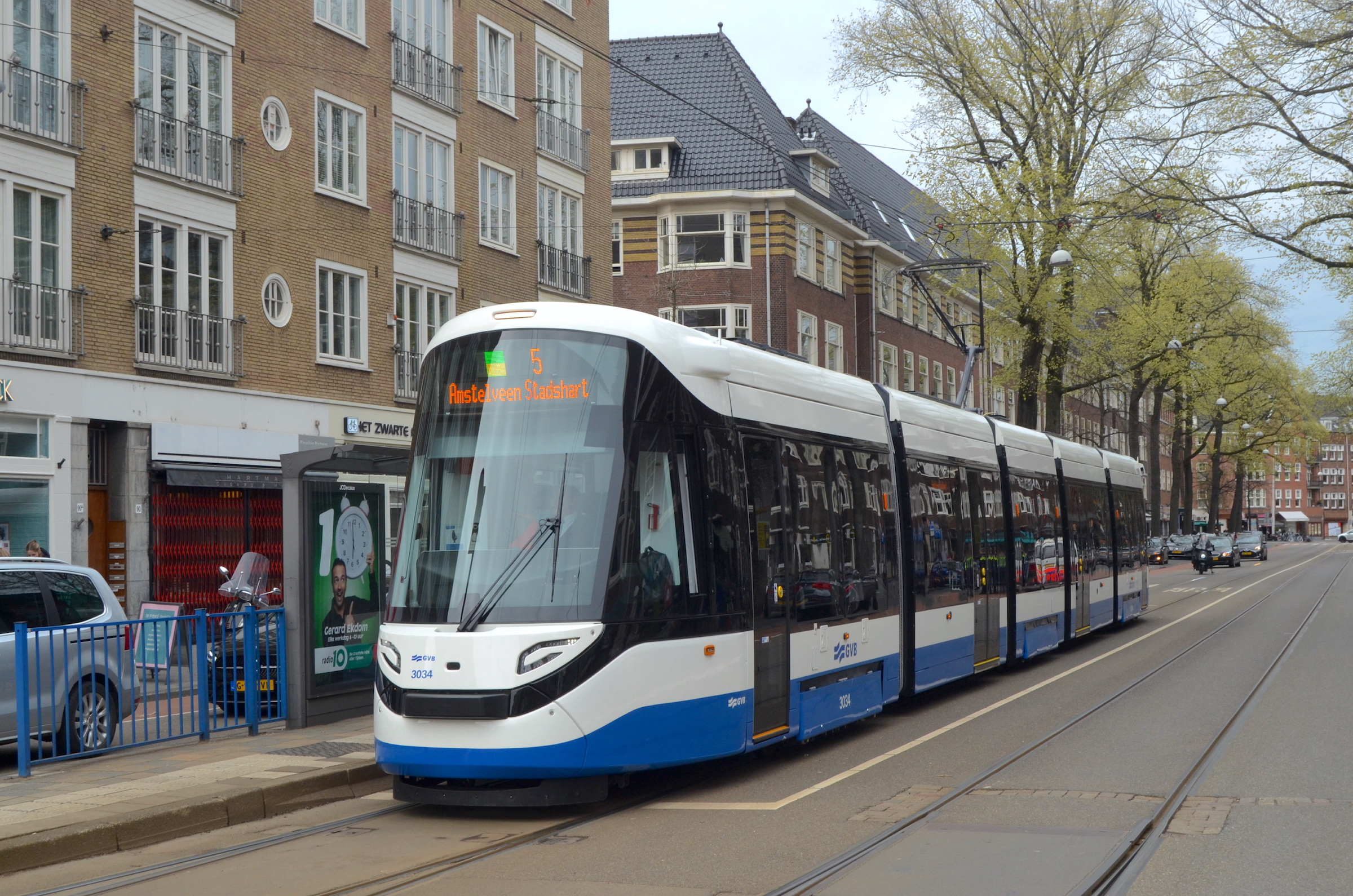
Typ 15G in Amsterdam

Für die Straßenbahn Amsterdam bestellte der GVB im Jahr 2016 63 fünfteilige Urbos 100 mit einer Option für 63 weitere Fahrzeuge. Die Bestellung wurde 2020 auf 72 Wagen erhöht. Eingereiht als 15G wurden die Fahrzeuge von 2019 bis 2022 ausgeliefert. Die Zweirichter sind 30 Meter lang, 2,4 Meter breit und verfügen über 50 Sitz- und 125 Stehplätze. Die ersten 25 Wagen erhielten eine graue Lackierung und werden vor allem in Doppeltraktion auf der Linie 25 im Süden Amsterdams eingesetzt. Die Strecke wurde zuvor von Sneltrams der Metro befahren. Die übrigen Fahrzeuge sind blau-weiß und dienten als Ersatz für die Hochflurwagen der Typen 11G und 12G sowie für Angebotserweiterungen. Aus der Option können auch Einrichtungswagen bestellt werden, welche eventuell einen Schaffnersitz erhalten würden.
Konkurrenz um den Auftrag bestand in der Endphase des Wettbewerbs durch Alstom und Siemens.

### Belgrad
GSP Beograd schloss im Jahr 2009 einen Vertrag mit dem spanischen Hersteller Construcciones y Auxiliar de Ferrocarriles (CAF) über die Lieferung von 30 fünfteiligen Niederflur-Gelenktriebwagen des Typs Urbos 3 für die Straßenbahn Belgrad ab. Die Wagen sind vollständig niederflurig, 33 Meter lang und 2,3 Meter breit. Ein Wagen bietet Platz für bis zu 242 Fahrgäste. Der Auftrag umfasst ein Volumen von 70 Millionen Euro. Der erste Urbos 3 wurde im Mai 2011 ausgeliefert.

### Besançon

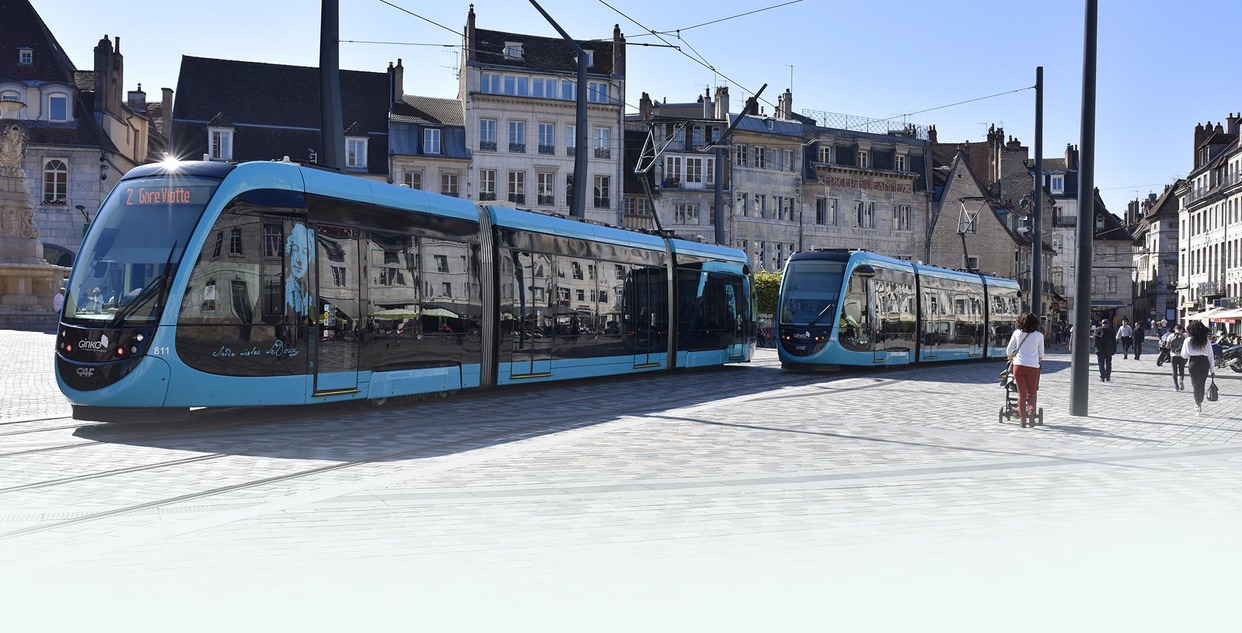
Zwei dreiteilige Urbos in Besançon

Nach einer Ausschreibung wurde CAF mit der Herstellung und dem Unterhalt von 19 niederflurigen Urbos 3 für die Straßenbahn Besançon beauftragt. Dieser Auftrag hatte einen Wert von 34,4 Millionen Euro, was 1,81 Millionen Euro pro Fahrzeug entspricht. Die Lieferung der ersten Urbos 3 begann im Juni 2013, um vor der Inbetriebnahme im Dezember 2014 verschiedene Tests durchzuführen. Alle Fahrzeuge trafen bis März 2014 in Besançon ein. Die Fahrzeuge sind 23 m lang und 2,40 m breit. Sie bestehen aus drei Fahrzeugkästen und sind in türkis lackiert. In einem Fahrzeug finden 132 Fahrgäste Platz, 38 davon auf Sitzplätzen. Vier Türen sind zum Ein- und Aussteigen vorhanden. Das erste Fahrzeug wurde in Saragossa, die weiteren wurden in Bagnères-de-Bigorre in den ehemaligen Hallen von Soulé gebaut. Die ersten Testfahrten fanden ab Anfang Oktober 2013 statt, das erste Fahrzeug sollte insgesamt 10.000 km Testfahrten absolvieren. Die Fahrer wurden ab Januar 2014 geschult. Eine mögliche Verlängerung der Fahrzeuge um zwei Module auf 36 Meter Länge wurde wegen des Fahrgasterfolgs der Straßenbahn diskutiert, im Jahr 2020 jedoch abgelehnt. CAF hatte zuvor die Wagen wegen Rissbildung auf eigene Kosten sanieren müssen.

### Birmingham

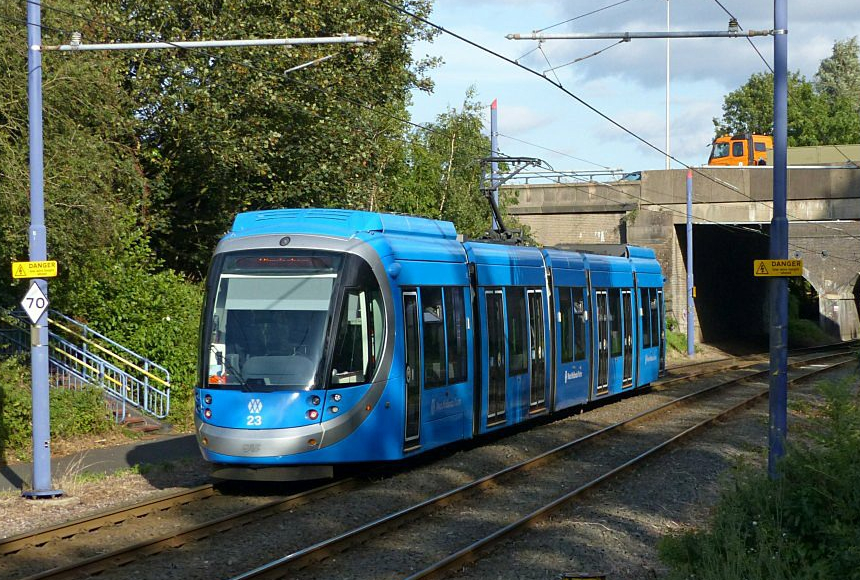
Die West Midland Metro in Birmingham entstand auf alten Eisenbahntrassen.

20 fünfteilige Gelenkwagen vom Typ Urbos 3 wurden ab 2012 von Construcciones y Auxiliar de Ferrocarriles (CAF) in Spanien für die West Midlands Metro gebaut. Diese sind 33 Meter lang und 2,65 Meter breit und bieten 54 Sitzplätze. Sie ersetzen im Sommer 2014 nach und nach die T-69-Wagen der ersten Generation. Etwa fünf Jahre später rüstete CAF die Wagen mit Batterien für oberleitungslose Abschnitte aus und lieferte vier weitere Fahrzeuge.

### Boston
Für die Green Line bestellte die Massachusetts Bay Transportation Authority (MBTA) 102 siebenteilige Urbos-Gelenkfahrzeuge eines neuen Typs 10 für 811 Millionen Dollar. Der Vertrag umfasst außerdem zwei Fahrsimulationen, Ersatzteile und Optionen für weitere Wagen. Die Zweirichtungsfahrzeuge werden etwa 34,7 Meter lang und 2,64 Meter breit sein. Sie erhalten Längssitze und fünf Türen pro Seite. Da die Neufahrzeuge länger als die bisher eingesetzten Sechsachser sind, werden einige Bahnsteige verlängert. Gegenüber den Urbos LRV des Typs 9 steigt die Fahrgastkapazität von 221 auf 308. Die Lieferung soll von 2026 bis 2031 stattfinden.

### Budapest

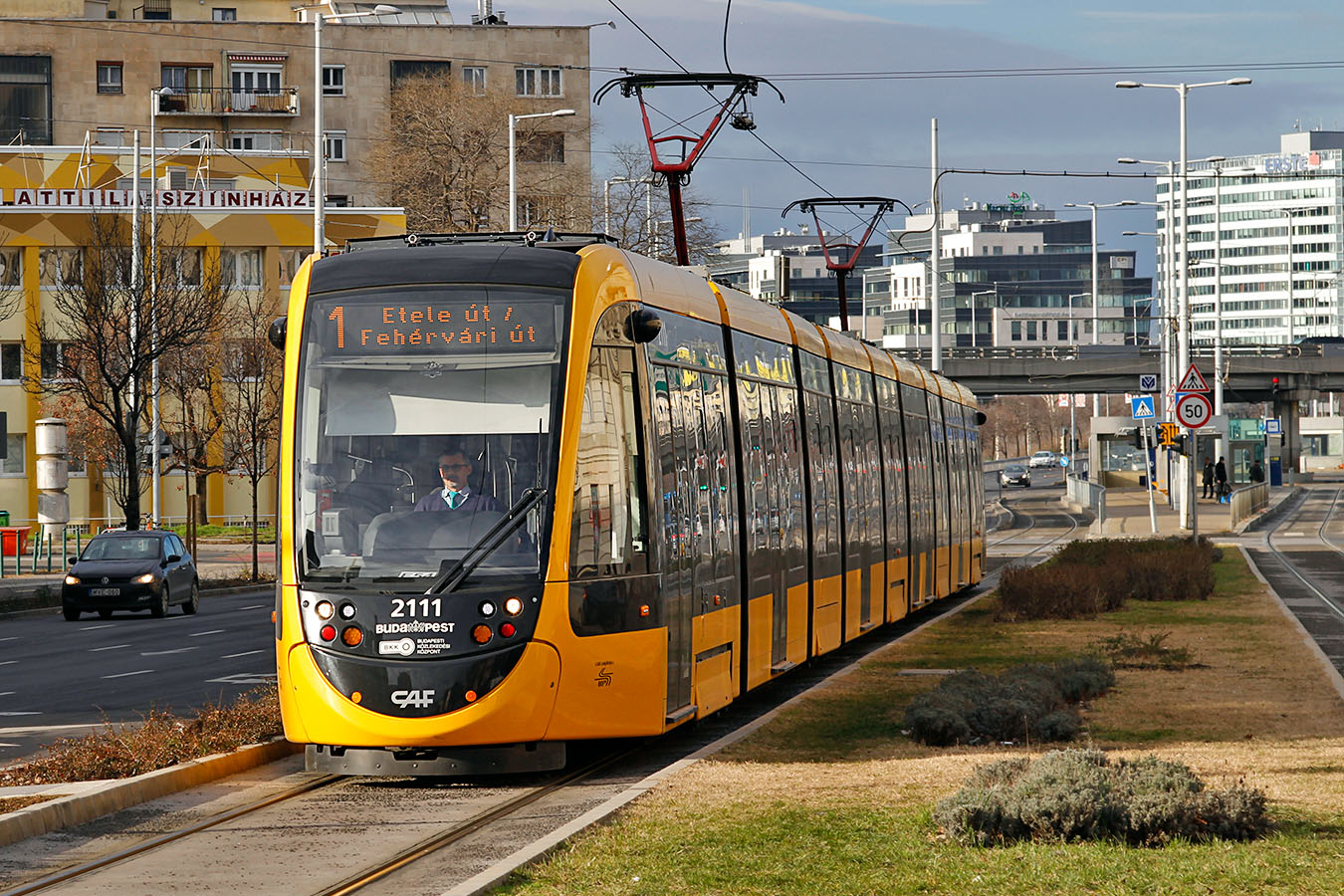
Die zweitlängsten durchgängigen Straßenbahnwagen der Welt befinden sich in Budapest.

Im Jahr 2014 wählte BKV, die die Straßenbahn Budapest betreibt, CAF als Hersteller von bis zu 124 Straßenbahnwagen aus. Gleichzeitig wurden 25 fünfteilige und 12 neunteilige Urbos für 90 Millionen Euro bestellt. Kurz darauf wurden zehn weitere Fünfteiler geordert. Die erste Serie wurde 2015 und 2016 geliefert. Die Fünfteiler kommen auf den Linien 3, 17 und 19 und die Neunteiler auf der halbringförmigen Linie 1 zum Einsatz.
Ein Teil der Option konnte im Herbst 2017 mit EU-Mitteln eingelöst werden, als weitere 21 fünfteilige und 5 neunteilige Wagen bestellt wurden. Die Fünfteiler sollen auf den für Niederflurbetrieb umgebauten Linien 50, 56 und 61 eingesetzt werden. Im Jahr 2022 wurden 20 weitere optionierte Fünfteiler bestellt. Im März 2023 folgten 26 Fünf- und 5 Neunteiler, wodurch nun alle Optionen eingelöst sind. Der Preis für einen Fünfteiler betrug zuletzt nur 2,1 Millionen Euro.
Beide Varianten sind Zweirichtungsfahrzeuge, maximal 50 km/h schnell und 2,4 Meter breit. Die Fünfteiler sind 34,2 Meter lang und können rund 330 Passagiere befördern. Sie besitzen vier Doppelschwenkschiebetüren pro Seite. Die Neunteiler waren bei ihrer Indienststellung mit 55,9 Metern Länge die längsten durchgängigen Straßenbahnwagen der Welt. Sie verfügen über sieben Doppeltüren pro Seite und transportieren maximal 560 Fahrgäste. Sie verkehren mit zwei angebügelten Stromabnehmern. Drei der fünf Laufwerke sind angetrieben, die Achsfolge Bo2Bo2Bo.

### Calgary
Für die geplante Niederflurlinie Green Line der Stadtbahn C-Train in Calgary sind 28 siebenteilige Multigelenkwagen vorgesehen. Die 42 Meter langen Fahrzeuge verfügen über 73 Sitze und werden für Doppeltraktionen ausgelegt. Eine Option über 24 weitere Wagen kann für einen zweiten Bauabschnitt eingelöst werden.

### Canberra
Die 2019 eingeweihte Canberra Metro, eine Straßenbahnlinie in der australischen Hauptstadt Canberra, setzt 14 fünfteilige Urbos ein. Die Zweirichtungswagen sind 33 Meter lang und fassen 276 Fahrgäste, davon 66 auf Sitzplätzen. Es gibt zwei einflüglige und zwei Doppelschwenkschiebetüren pro Seite. CAF wartet die Fahrzeuge außerdem für zwanzig Jahre.

### Cuiabá und Salvador
Für ein Straßenbahnprojekt in der brasilianischen Stadt Cuiabá wurden 2012 40 siebenteilige Urbos 100 bestellt. Nach einem Baustopp im Jahr 2015 wurde das Projekt 2020 offiziell aufgegeben, so dass die 44 Meter langen Fahrzeuge zunächst jahrelang ungenutzt abgestellt sind bzw. waren. Im Juli 2024 wurden die Fahrzeuge an den Bundesstaat Bahia verkauft. Ab August 2025 sollen sie nach Salvador geliefert werden, wo ein Straßenbahnnetz errichtet werden soll. Zuvor werden die Fahrzeuge vom Hersteller aufgearbeitet, im Innenraum angepasst und neu lackiert. Dafür wurde im Oktober 2024 ein erstes Fahrzeug zum CAF-Standort in Hortolândia bei São Paulo transportiert.

### Debrecen
Im Frühjahr 2014 wurde die Straßenbahn Debrecen um eine zweite Linie verlängert. Dafür wurden 18 fünfteilige Zweirichtungswagen ausgeliefert. Sie sind 32,4 Meter lang, 2,65 Meter breit und verfügen über vier Doppel- und zwei Einfachtüren pro Seite.

### Edinburgh

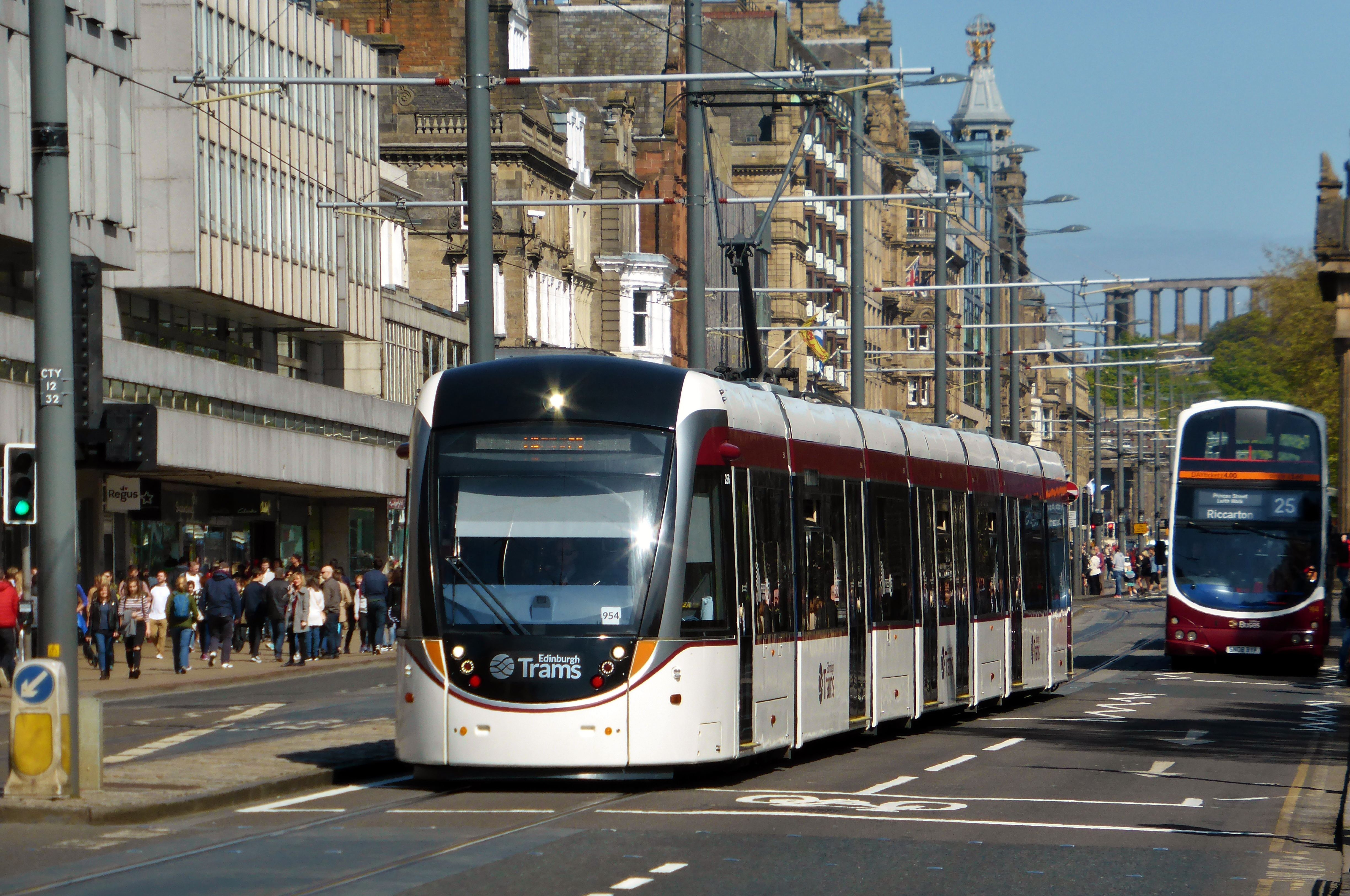
Urbos mit Doppelstockbus auf der Princes Street in Edinburgh

Die Edinburgh Trams erhielt 27 siebenteilige Fahrzeuge im Wert von 40 Mio. £. An der Ausschreibung beteiligten sich auch Alstom, Bombardier und Siemens. Die Zweirichtungs-Niederflurgelenkwagen sind 42,8 Meter lang. Die elektrische Ausrüstung der Fahrzeuge wurde von Vossloh Kiepe aus Düsseldorf geliefert. In der Ausschreibung wurde sehr geräuscharmes Fahren und ein Design, das dem Status der Edinburgher Innenstadt als Welterbe der UNESCO gerecht wird, gefordert. Die Fahrzeuge bieten 80 Sitz- und 250 Stehplätze und wurden mit Videoüberwachung ausgerüstet. Weil die Straßenbahn auch den Flughafen erschließt, erhielten die Fahrzeuge Gepäckablagen. Ein Modell des vorgesehenen Fahrzeugs wurde Anfang 2009 in der Princes Street gezeigt.
Da aufgrund der Verzögerung des Baus an der Strecke Testfahrten in Edinburgh zunächst nicht möglich waren, wurden die Fahrzeuge ab März 2010 im Siemens-Prüfcenter für Schienenfahrzeuge in Wegberg-Wildenrath getestet. Die Eröffnung der Straßenbahnlinie fand schließlich am 31. Mai 2014 statt.

### Freiburg im Breisgau

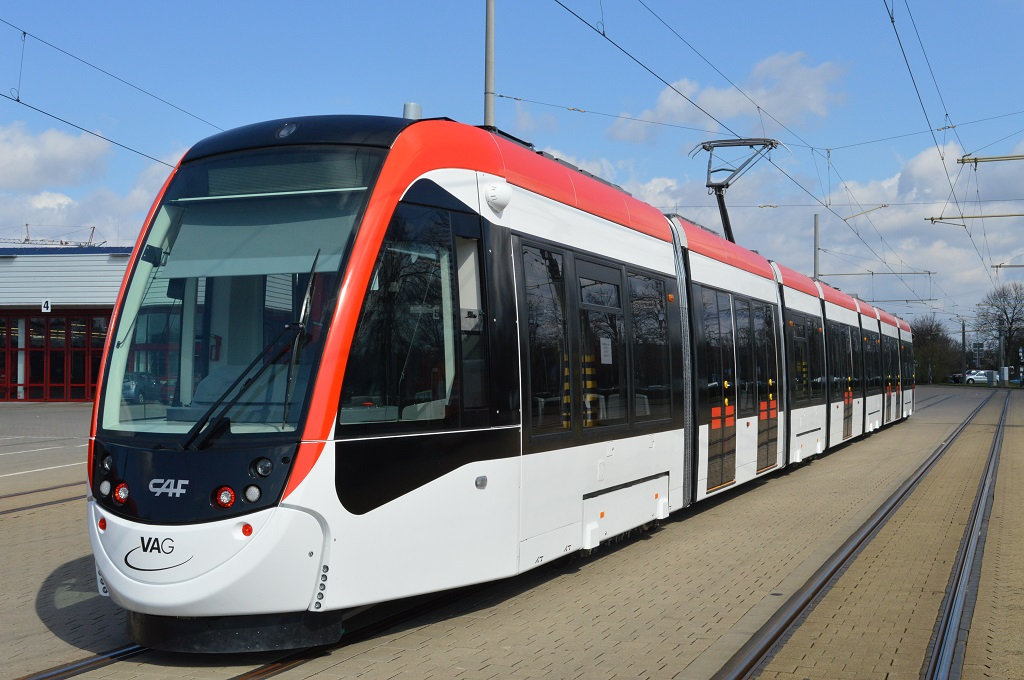
Urbos 3 in Freiburg

Am 4. Februar 2013 erhielt das spanische Unternehmen CAF unter vier Bewerbern den Zuschlag für zwölf 43 Meter lange siebenteilige Zweirichtungswagen des Typs Urbos 100 mit je vier Drehgestellen. Der Kaufpreis lag bei 36 Millionen Euro. Der erste Wagen mit der späteren Nummer 302 traf am 17. März 2015 ein. Fünf weitere Wagen der ersten Serie mit den Nummern 301 und 303 bis 306 wurden bis Sommer 2015 ausgeliefert. Nach Erprobungs- und Schulungsfahrten begann am 22. Juli 2015 der reguläre Einsatz. Die neuen Fahrzeuge fahren auf den Linien 1, 3, 4 und 5. Die zweite Serie mit den Nummern 307 bis 312 ist seit 2017 im Einsatz.
Ab 2020 wurden fünf Urbos einer weiteren Ausschreibung ausgeliefert. Im Mai 2021 wurden weitere acht Wagen bestellt, deren Auslieferung und Inbetriebnahme von September 2023 bis November 2024 erfolgte.
Gegenüber anderen Urbos 100 ist der Raddurchmesser größer (neu 640 mm statt 590 mm) und die Antriebsdauerleistung geringer (50 kW statt 60 kW pro angetriebenem Rad) gewählt. Zudem sind die Einzeltüren an Enden nur auf einer Seite (in Fahrtrichtung des jeweiligen Führerstands rechts) angeordnet.

### Granada

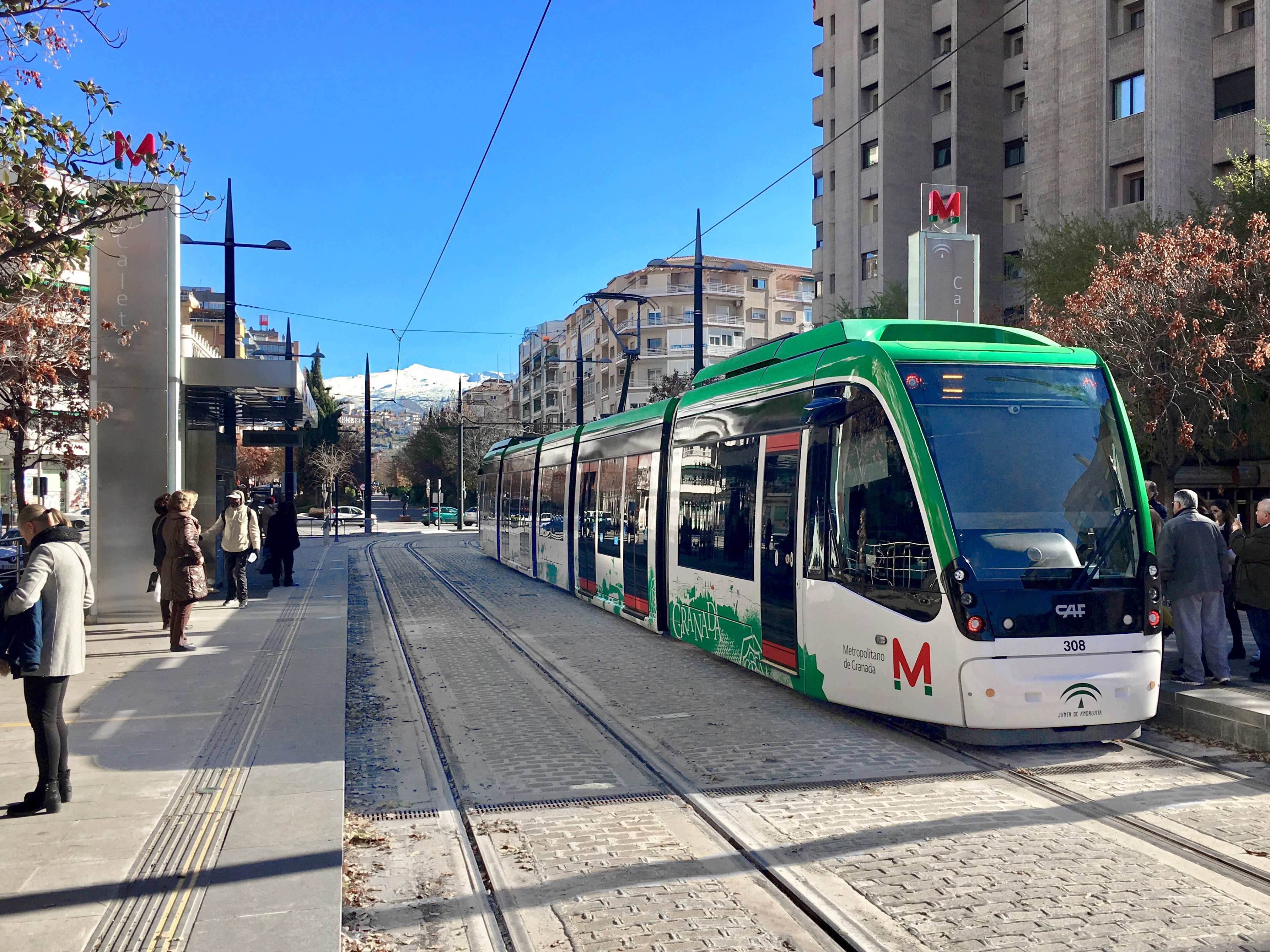
Urbos in Granada

Die Stadtbahn Granada wird mit 15 fünfteiligen Urbos-Zweirichtungswagen bedient. Sie sind 32,4 Meter lang, 2,65 Meter breit und grün-weiß lackiert. 2022 erfolgte eine Nachbestellung von acht Urbos.

### Jerusalem
Die Straßenbahn Jerusalem wird mit einer neuen grünen Linie und der Verlängerung der bestehenden roten Linie stark ausgebaut. Drei Jahre nach der Erteilung des Auftrags wurde der erste der 114 fünfteiligen Urbos-Multigelenkwagen fertiggestellt. Die Fahrzeuge sind Anderthalbrichtungswagen, die Ende an Ende gekuppelt in Doppeltraktion verkehren sollen. Sie besitzen sechs Doppeltüren pro Seite. Die Inbetriebnahme der grünen Linie ist für 2025 geplant.

### Lissabon
Die Straßenbahn Lissabon erhält 15 fünfteilige Urbos für die Linie 15. Die Einrichtungswagen mit einer Spurweite von 900 Millimetern werden 28,5 Meter lang und können mit Batterien für oberleitungsloses Fahren ausgerüstet werden. Sie sollen 2023 und 2024 geliefert werden und die zehn vorhandenen Niederflurgelenkwagen eines Konsortiums Siemens/CAF ergänzen. Die Linie 15 wird an beiden Enden verlängert und soll neben dem Tourismus auch für den Nahverkehr an Bedeutung gewinnen.

### Lund

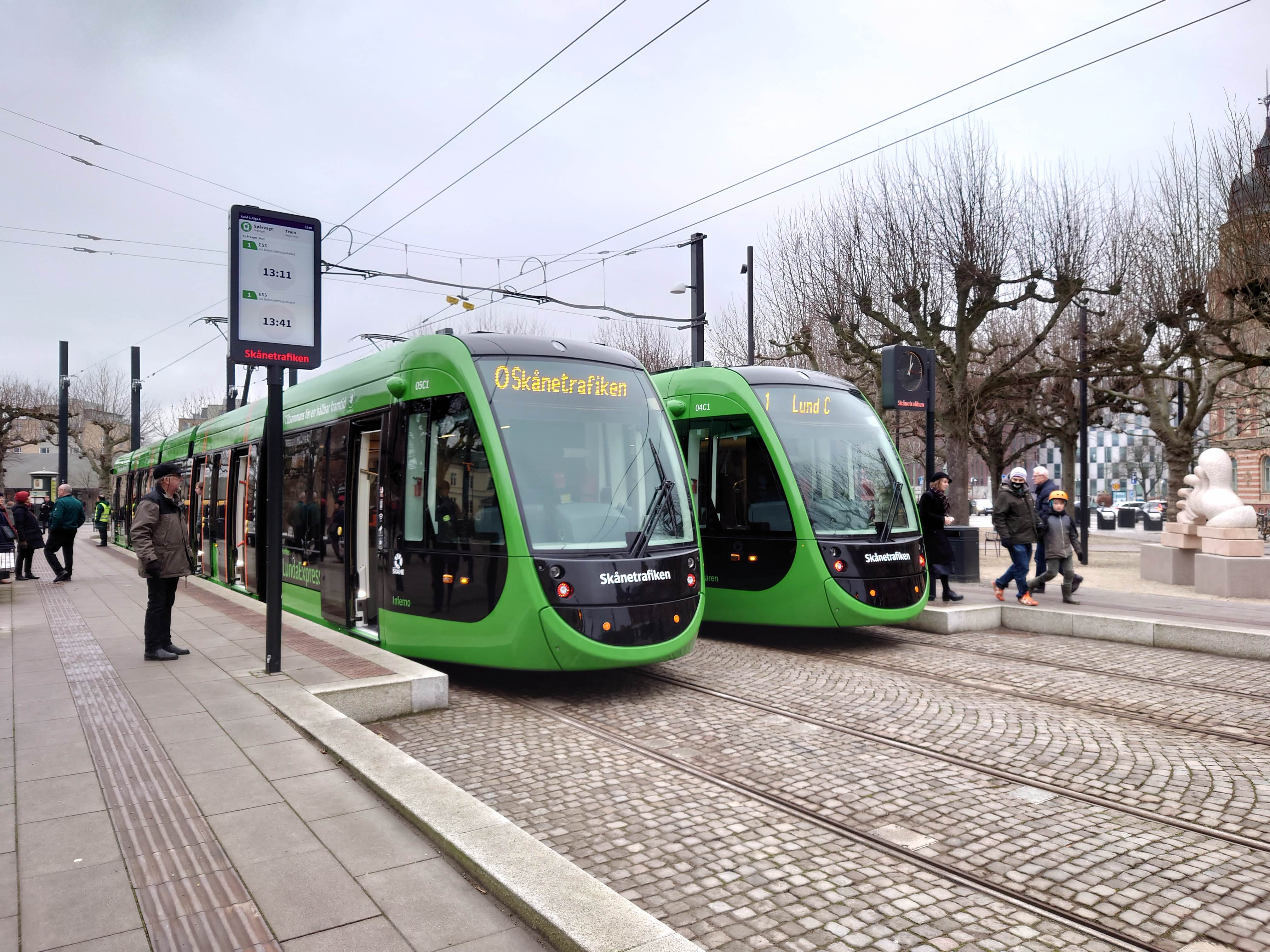
Zwei Urbos bei der Eröffnung der Straßenbahn Lund

Für die 2020 eröffnete Straßenbahn Lund baute CAF 7 fünfteilige Zweirichtungswagen. Sie sind 33 Meter lang und 2,65 Meter breit und verfügen über 40 Sitzplätze. Nach Lieferverzögerungen musste die Straßenbahn zu Beginn im Viertelstundentakt statt alle sieben bis acht Minuten verkehren.

### Lüttich / Liège
CAF liefert 20 siebenteilige Urbos an die im Bau befindliche Straßenbahn Lüttich. Die Zweirichtungswagen sind 45,4 Meter lang und 2,65 Meter breit. Sie besitzen acht Türen pro Seite und 58 Sitze bei insgesamt 310 Fahrgästen. Die Wagen werden von 2022 bis 2023 über die Straße angeliefert.

### Luxemburg

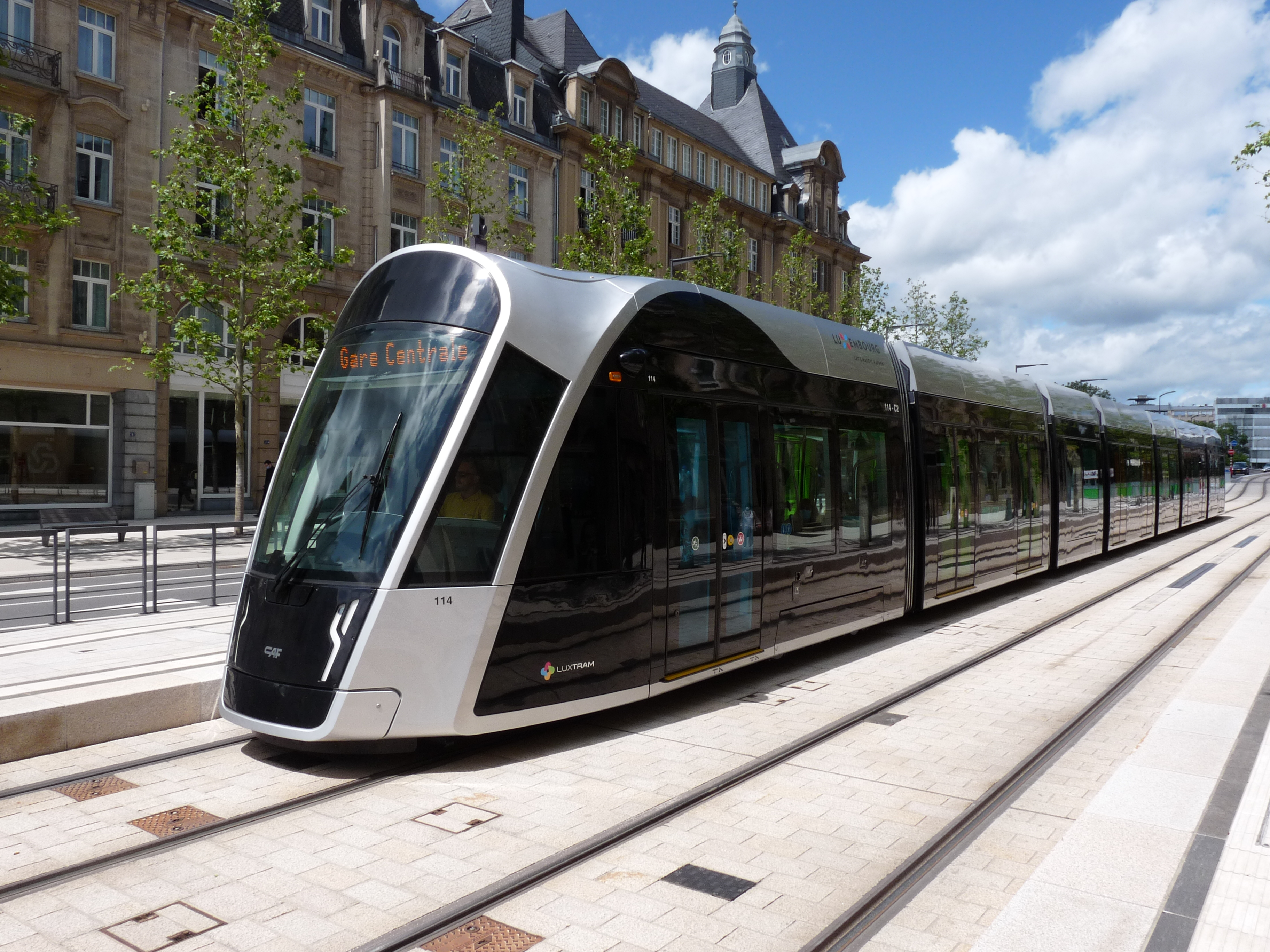
Die Stater Tram in Luxemburg nutzt siebenteilige Urbos.

Die Stater Tram setzt seit ihrer Inbetriebnahme im Dezember 2017 neun Urbos-Wagen ein. Im Laufe mehrerer Streckenverlängerungen ins Zentrum und in den Süden erhöhte sich der Bestand auf 32 Siebenteiler, die von 2019 bis 2021 ausgeliefert wurden. Die Zweirichtungsfahrzeuge bieten auf 45,4 Meter Länge und 2,65 Meter Breite maximal 450 Personen Platz. Durch acht eingefärbte Doppelschwenkschiebetüren pro Seite erscheinen die Sänften in der Nacht in verschiedenen Farben. Da die Stater Tram mehr Fahrgäste transportiert als veranschlagt, ist eine Verlängerung auf neun Module angedacht.
Für einen oberleitungsfreien Abschnitt im Stadtzentrum sind die Fahrzeuge mit dem System ACR und Energieaufnahme über Bodenkontakte ausgestattet. Jeweils auf den Dächern der Wagenteile an den Enden befinden sich Superkondensatoren mit einer Kapazität von 2,94 kWh sowie ein 8,8-kWh-Lithiumakku. Ein dritter Speicher mit 1,96-kWh-Superkondensator und ebenfalls 8,8-kWh-Akku ist auf dem Wagenteil ganz in der Mitte verbaut.

### Málaga
Die Metro Málaga wird seit der Eröffnung am 30. Juli 2014 mit 14 fünfteiligen Fahrzeugen des Typs Urbos 3 bedient. Sie sind 32,4 Meter lang und 2,65 Meter breit. Die Fahrzeuge erreichen 70 km/h und haben eine Kapazität von 221 Personen (52 Sitzplätze). Im Dezember 2022 wurden vier weitere Fünfteiler geliefert. Sie besitzen eine andere Frontgestaltung und wurden für die Verlängerung in die Innenstadt notwendig.

### Marseille
Im Jahr 2022 beauftragten die RTM CAF mit der Lieferung von 15 Urbos-Straßenbahnwagen für die Straßenbahn Marseille. Die siebenteiligen Zweirichtungsfahrzeuge erhalten im Wesentlichen die gleiche Fahrzeuggestaltung von MBD Design wie die vorhandenen Flexity Outlook C. Die Auslieferung begann im Juli 2025.

### Mauritius

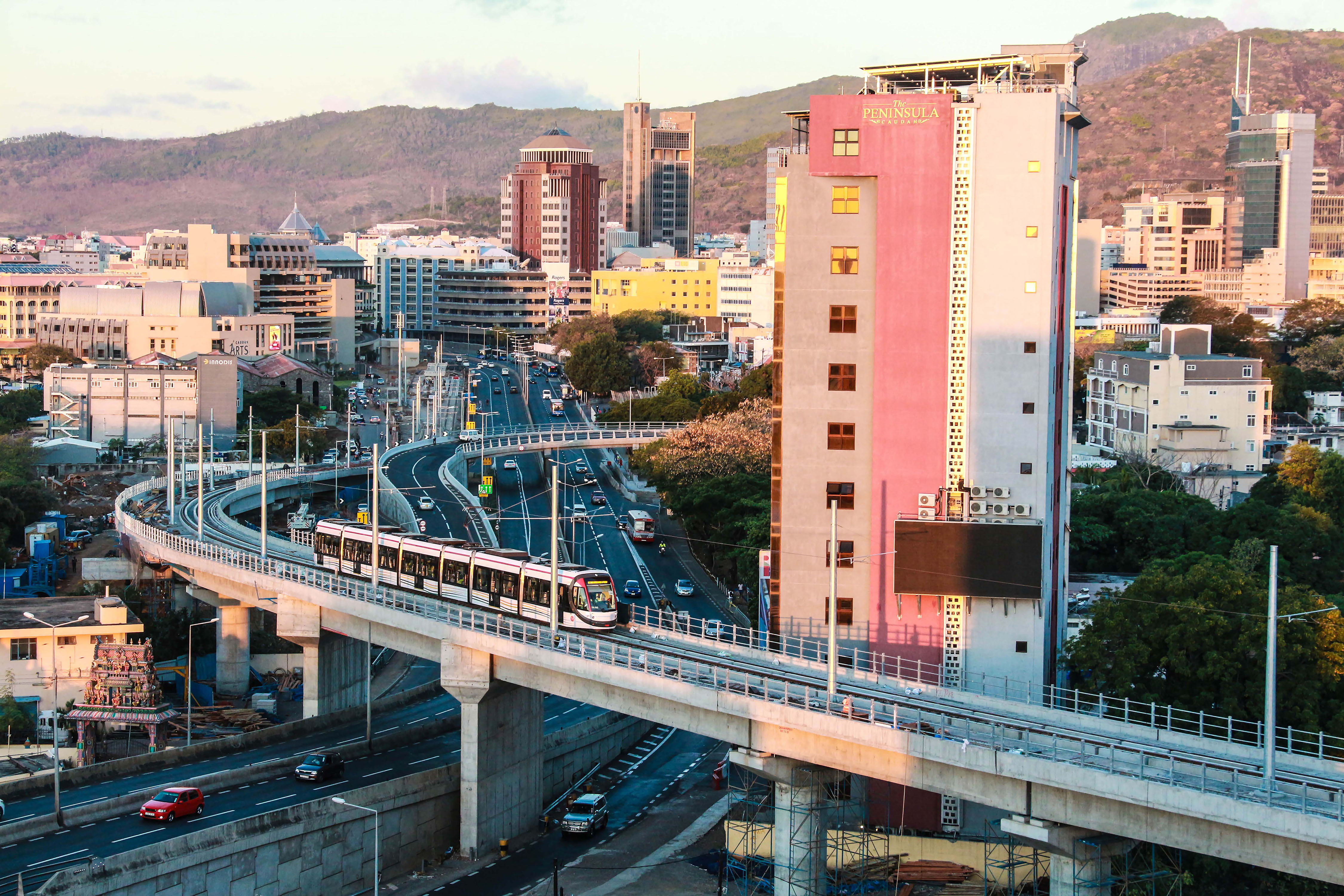
Urbos auf dem Metro Express in Mauritius

Für den stadtbahnartigen Metro Express in Mauritius lieferte CAF im Jahr 2018 insgesamt 18 siebenteilige Urbos 100. Die Fahrzeuge sind 45,4 Meter lang und 2,65 Meter breit. Sie haben eine Höchstgeschwindigkeit von 80 km/h. Der Auftrag hat einen Wert von ungefähr 100 Millionen Euro.

### Montpellier
Für die Straßenbahn Montpellier wurden 60 siebenteilige Zweirichtungsfahrzeuge mit Option auf 17 weitere bestellt. Die Wagen werden 2,65 Meter breit und sind für die neue Linie 5 sowie als Ersatz für die Citadis 301 der Linie 1 vorgesehen. Die Auslieferung begann 2025.

### Nantes

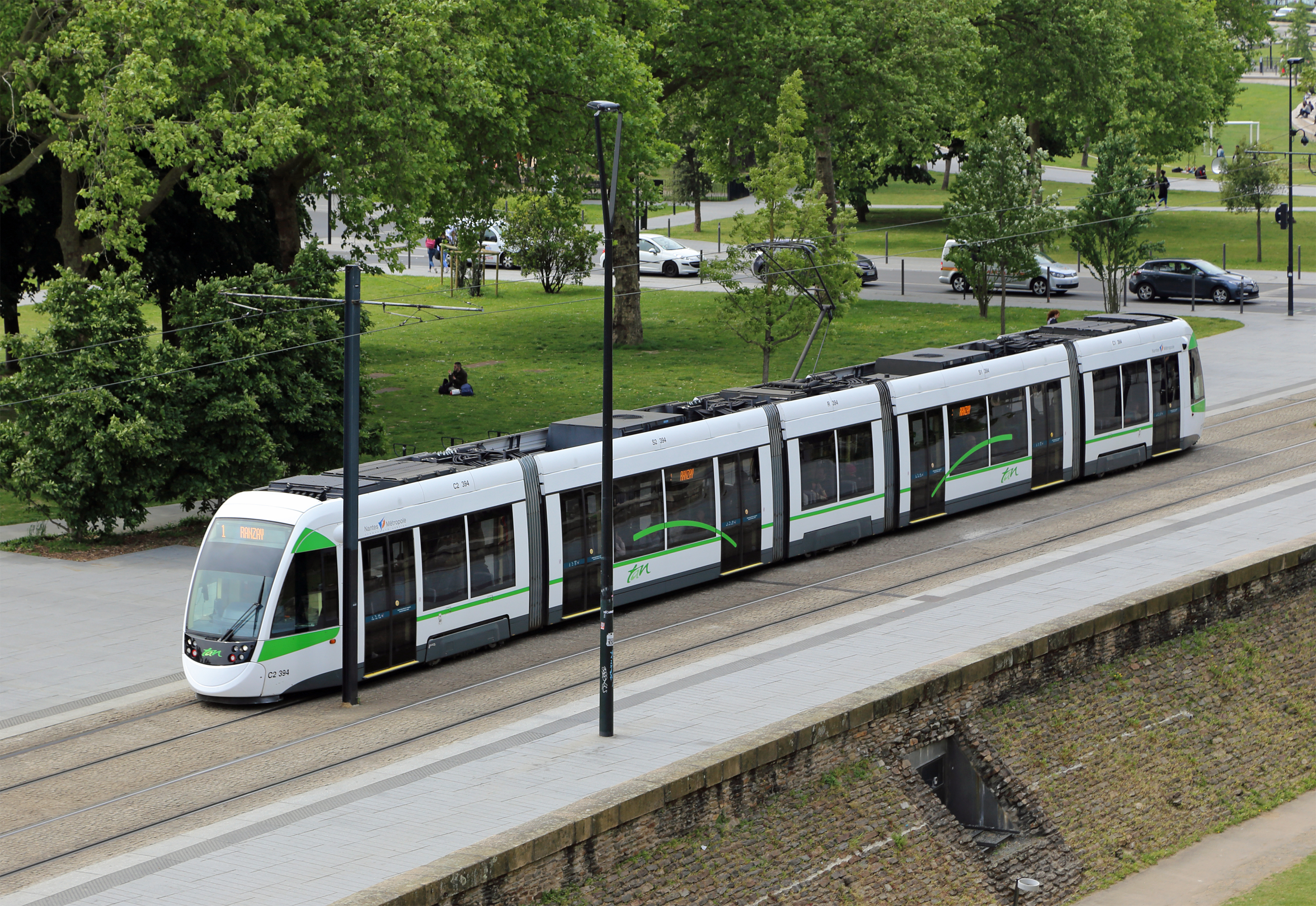
Die Urbos-Wagen in Nantes haben besonders lange Sänften.

Um den Ausbau des Netzes und eine Taktverdichtung auf den verschiedenen Linien zu bedienen, schrieb die Stadt Nantes im Jahr 2010 acht neue Straßenbahnwagen aus. Im Oktober 2010 ging der spanische Hersteller Construcciones y Auxiliar de Ferrocarriles (CAF) mit dem Modell Urbos 3 als Sieger hervor. Der Urbos 3 ist wie der Incentro ein fünfteiliger Niederflur-Gelenktriebwagen. Der Kaufpreis der acht Wagen betrug 22 Millionen Euro. Eine Option auf weitere vier Wagen zum Preis von ungefähr zehn Millionen Euro wurde ebenfalls eingelöst, sodass insgesamt zwölf Fahrzeuge ausgeliefert werden. Mit fast 38 Metern Länge sind diese Urbos für fünfteilige Multigelenkfahrzeuge außergewöhnlich lang.
Die neuen Züge sind in erster Linie für die Linie 1 bestimmt und werden zur Verlängerung nach Ranzay – der ersten Etappe zur Verbindung der Linien 1 und 2 – im Jahr 2012 zur Verfügung stehen. Sie tragen auch dazu bei, einen Dreiminutentakt zur Hauptverkehrszeit auf dem zentralen Abschnitt der Linie zu ermöglichen.
Der Zuschlag an CAF wurde aufgrund des relativ günstigen Kaufpreises entschieden. Die Fahrzeuge wurden beginnend mit April 2012 aufgeliefert, bis zum Jahresende 2012 sollten alle Triebwagen ausgeliefert sein. Diese Wagen ähneln den vorher erworbenen Incentros bezüglich ihrer technischen und gestalterischen Merkmale. Die Wagen werden in Frankreich im CAF-Werk Bagnères-de-Bigorre, das 2008 für die Straßenbahnfertigung primär für französische Betriebe errichtet wurde, zusammengebaut. Dabei kommen einzelne Bauteile aus Spanien, die Fahrwerke werden in Beasain, die Wagenkästen in Saragossa gefertigt.

### Neu-Taipeh
Im Juni 2025 meldete CAF den Abschluss eines Rahmenvertrags mit dem malaysischen Bauunternehmen Gamuda Berhad zur Lieferung von bis zu 23 Fahrzeugen für zwei neu anzulegende Stadtbahnsysteme in Neu-Taipeh, die Xidong- und die Keelung-Linie. Die Fahrzeuge sind neunteilig mit Aluminium-Wagenkästen und einer Länge von ungefähr 55 Metern konfiguriert. Wie die neunteiligen Budapester Wagen erhalten sie zwei Stromabnehmer.

### Oslo

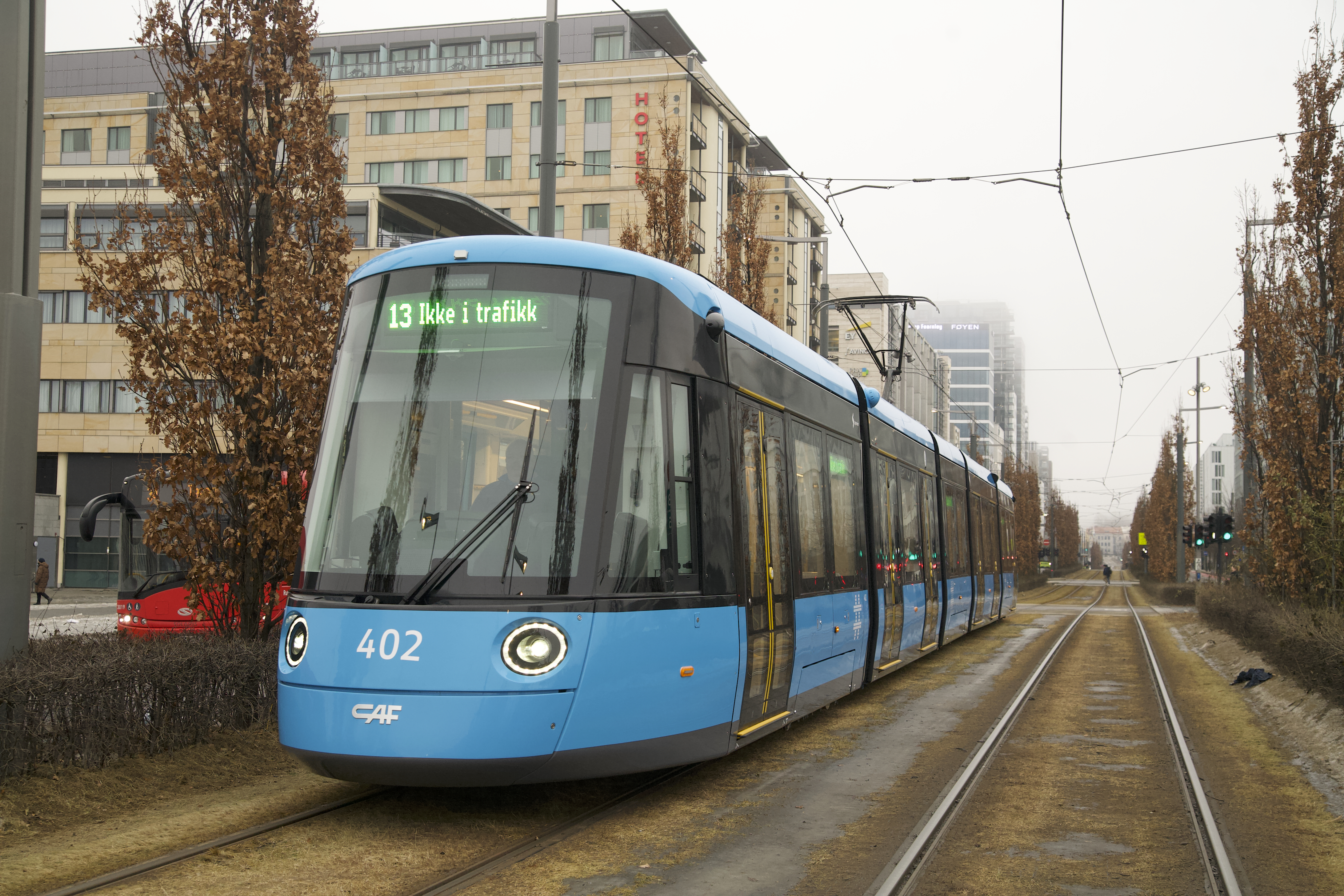
SL18 in Oslo

Der Wagenpark der Straßenbahn Oslo wird von 2020 bis 2024 vollständig durch Urbos-Zweirichtungsfahrzeuge ersetzt. Im Jahr 2018 vereinbarte Sporveien mit CAF die Beschaffung von 87 Fahrzeugen im Wert von etwa 200 Millionen Euro und eine Option über 60 weitere. Die Fünfteiler sind 34,16 Meter lang, 2,65 Meter breit, 42,7 t schwer und erhalten sechs Doppelschwenkschiebetüren pro Seite. Sie erhalten die Bezeichnung SL18 und die Nummern 401–487.

### Saint-Étienne

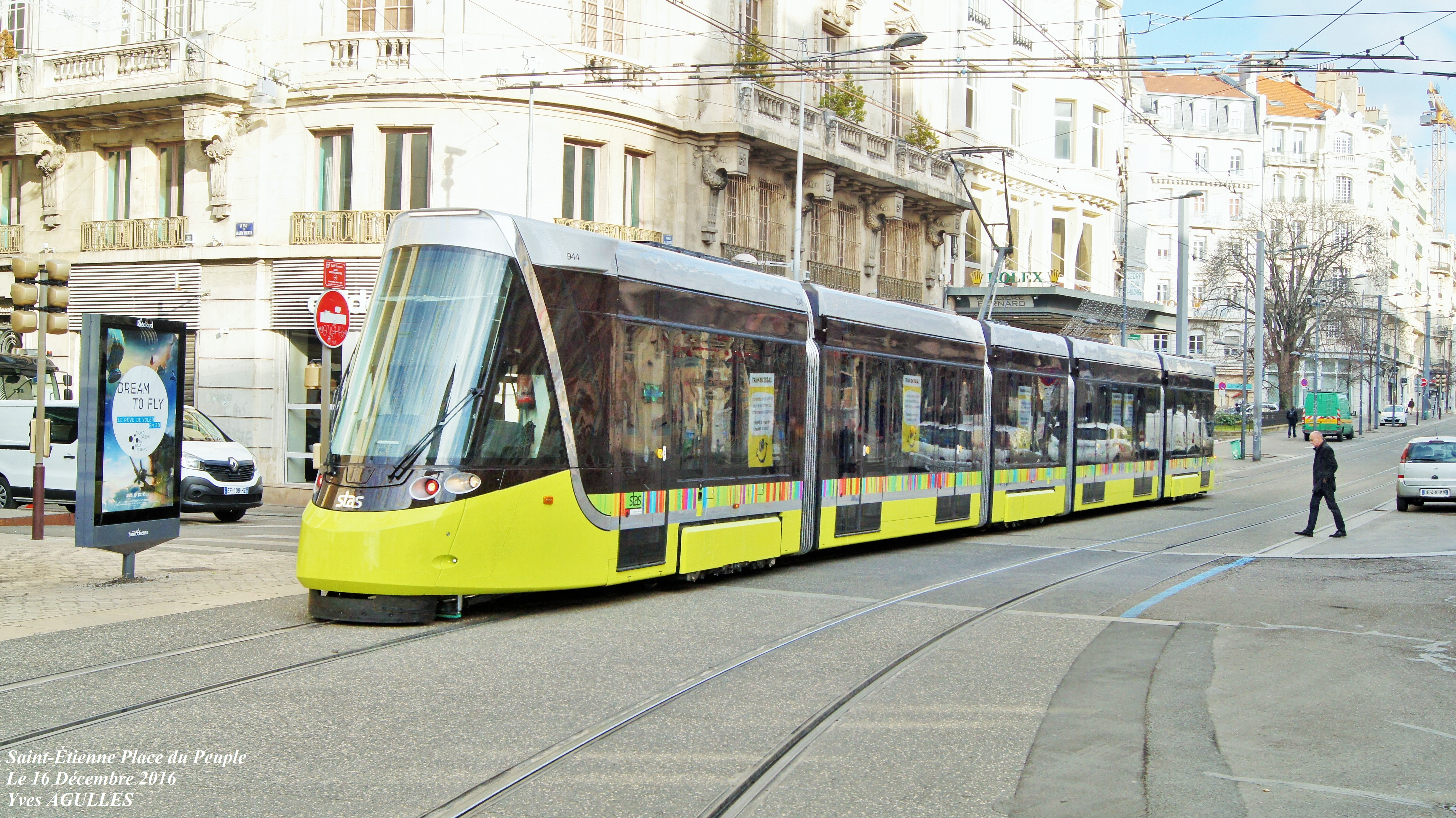
Die Urbos von Saint-Étienne sind nur 2,15 Meter breit.

Die Straßenbahn Saint-Étienne ist einer der drei überlebenden französischen Straßenbahnbetriebe der ersten Generation. Die 16 ausgelieferten Urbos weichen daher deutlich von anderen Varianten ab. Die Zweirichtungsfahrzeuge laufen auf Meterspur und sind 33 Meter lang, aber nur 2,15 Meter breit. Sie verfügen über vier Doppeltüren und zwei Einfachtüren pro Seite und ergänzen seit 2017 die bisher allein eingesetzte Einrichtungsvariante des Tramway français standard.

### Saragossa
Das Konsortium, das Bau und Betrieb der Straßenbahn Saragossa übernommen hat, wählte als Rollmaterial das Modell Urbos 3 des spanischen Eisenbahnherstellers CAF. Die Gelenktriebwagen haben eine Gesamtlänge von 33 Metern und bestehen aus fünf Modulen (erweiterbar um zwei Module auf 43 Meter). Sie sind 2,65 Meter breit und 3,2 Meter hoch. Ihr Kapazität beträgt 200 Personen, davon 146 Stehplätze (bei 3,5 Personen pro Quadratmeter) und 54 Sitzplätze. 2022 erfolgte eine Nachbestellung von zwei Urbos.

### Sevilla
Zur Eröffnung der Metro Sevilla 2009 und der MetroCentro Sevilla, einer kurzen Straßenbahnlinie von der Metro in die Altstadt, im Jahr 2007 lieferte CAF 21 fünfteilige Urbos 2. Die Zweirichtungsfahrzeuge sind 31,3 Meter lang und 2,65 Meter breit. Die Fußbodenhöhe liegt bei 350 mm über Schienenoberkante und wird über Rampen an den Türen auf 307 mm abgesenkt. Im ATO-Betrieb erreichen die Fahrzeuge maximal 70 km/h.
Zu Ostern 2011 wurde die MetroCentro auf oberleitungslosen Betrieb umgerüstet, sodass die Oberleitung nicht mehr wie zuvor zu Zeiten traditioneller Prozessionen entfernt werden muss. Dafür wurden vier Urbos 3 mit der Akku-Technik ACR beschafft und die vier bisher eingesetzten Urbos 2 der Metro zugeordnet. Zwei weitere fünfteilige Wagen mit neuem Frontdesign wurden 2022 bestellt und gingen 2024 in Betrieb. Ein drittes solches Fahrzeug soll (Stand Juni 2024) noch 2024 geliefert werden, für zwei weitere Wagen gibt es eine Option.
Für die Tranvía Alcalá de Guadaira in den östlichen Vororten wurden sechs Urbos 3 im Wert von 32 Millionen Euro bestellt. Die 12,5 Kilometer lange Strecke wird Anschluss an die Metro bieten und soll 2025 eröffnet werden.

### Sydney

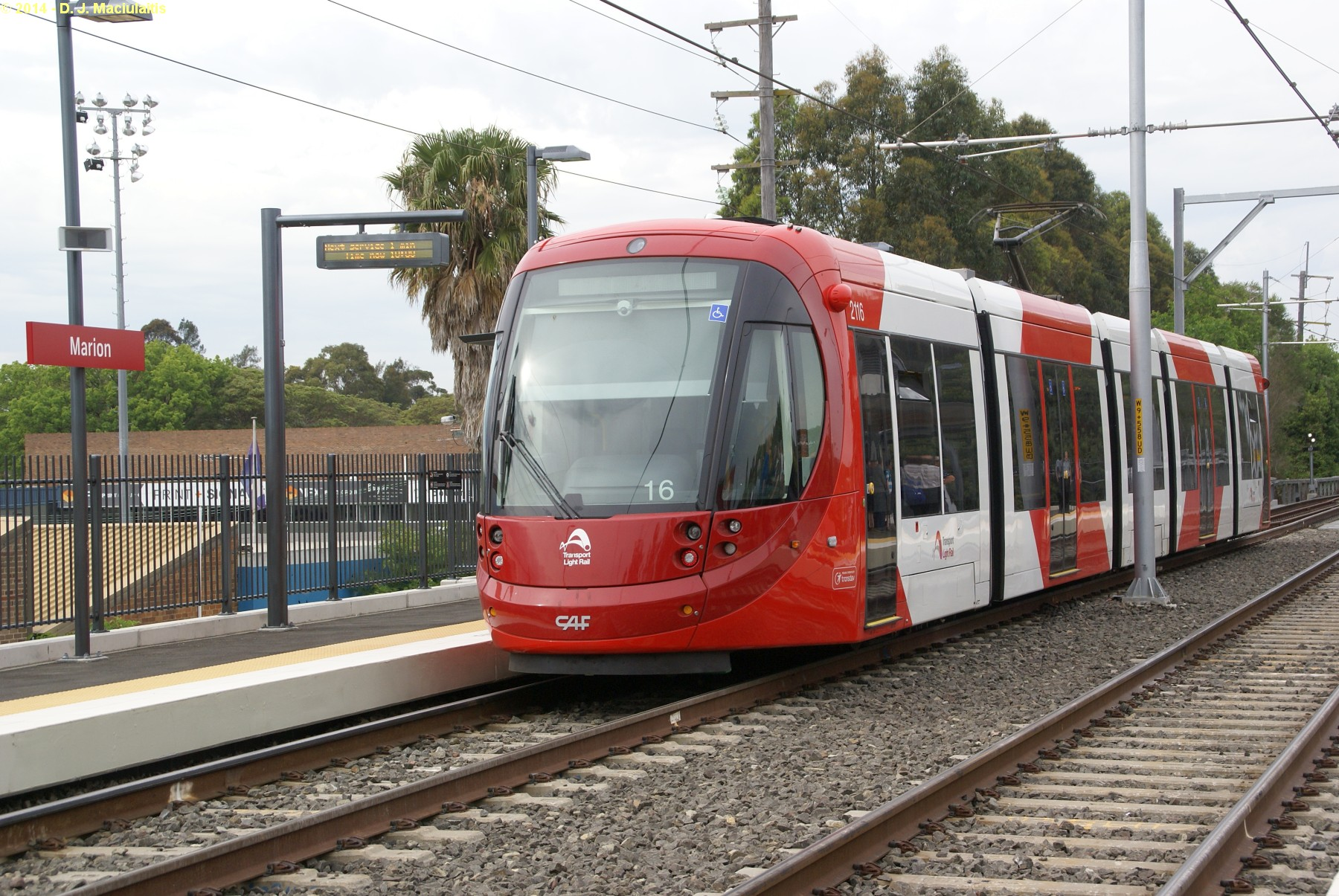
Ein Urbos der ersten Bauserie auf der Inner West Light Rail in Sydney

Die erste Linie der Stadtbahn Sydney wurde bis Mitte 2014 mit Variobahnen und vier gebrauchten Urbos 2 aus Spanien bedient. Dann wurde die Linie nach Dulwich Hill verlängert und neue Urbos 3 eingeführt. Die ursprüngliche Lieferung von sechs Fahrzeugen im Jahr 2014 wurde um weitere sechs erweitert, die im Juni 2015 in Betrieb gingen. Im Jahr 2023 sollen weitere vier Urbos geliefert werden. Die Zweirichtungsfahrzeuge sind fünfteilig, rund 33 Meter lang und 80 km/h schnell. An den Wagenkästen wurden Risse festgestellt, die eine Reparatur erforderlich machten.
Die Inbetriebnahme der ersten Etappe einer vierten Straßenbahnlinie, der zwölf Kilometer langen Parramatta Light Rail, im Dezember 2024 sorgt für weiteren Fahrzeugbedarf. CAF erhielt den Zuschlag und liefert 13 siebenteilige Urbos. Sie sind 45 Meter lang und können etwa 300 Fahrgästen transportieren. Die Fahrzeuge sind mit Lithium-Batterien für oberleitungslose Abschnitte ausgestattet.

### Tel Aviv
Die Purple Line der Stadtbahn Tel Aviv soll 2026 eröffnet werden. Dafür liefert CAF 98 fünfteilige Niederflurstraßenbahnwagen mit 35 Metern Länge und 2,65 Metern Breite. Es besteht eine Option für 32 weitere Urbos. Die Züge sollen in Doppeltraktion mit bis zu 80 km/h verkehren.

### Utrecht

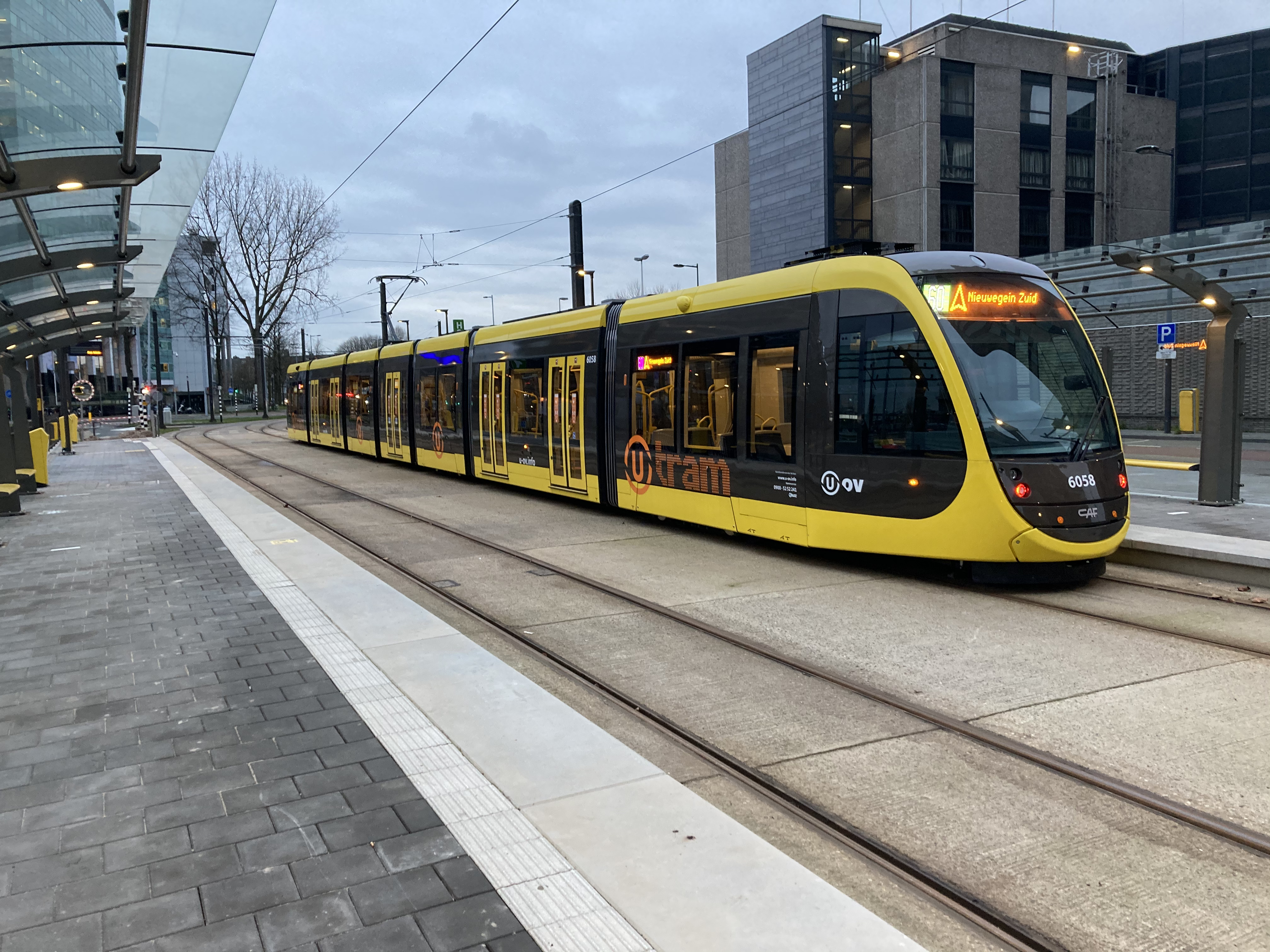
Inzwischen wird die Stadtbahn Utrecht nur noch von Urbos bedient.

Für die Eröffnung der Uithoflijn der Stadtbahn Utrecht im Dezember 2019 wurden 27 fünfteilige Urbos 3 geliefert. Sie sind 33 Meter lang und verfügen über 62 Sitzplätze. Weitere 27 nun siebenteilige Urbos wurden für die Umrüstung der bestehenden Linien auf Niederflurbetrieb notwendig. Sie wurden von 2019 bis 2021 ausgeliefert und besitzen 82 Sitzplätze auf 41 Meter Länge. Beide Versionen sind 2,65 Meter breit und 70 km/h schnell. Sie verkehren gewöhnlich in Doppeltraktion aus einem langen und einem kurzen Straßenbahnwagen.

### Vitoria-Gasteiz
Im Jahr 2020 wurden sieben Urbos 3 beschafft. Diese Siebenteiler erlaubten die Abgabe von drei Urbos 2 an den Schwesterbetrieb in Bilbao. Drei weitere Fahrzeuge gleicher Charakteristik wurden Ende 2024 bestellt. Die Auslieferung ist bei Vertragsabschluss für die zweite Jahreshälfte 2027 vorgesehen.

### Urbos 100X (De Lijn)
| Betrieb                         | Ort          | Land    | Anzahl | Optionen | Spurweite in mm | Wagenteile | Einrichtungswagen / Zweirichtungswagen | Länge in m | Breite in m | Auslieferung | Bemerkung |
| ------------------------------- | ------------ | ------- | ------ | -------- | --------------- | ---------- | -------------------------------------- | ---------- | ----------- | ------------ | --------- |
| De Lijn (Kusttram)              | Ostende etc. | Belgien | 48     | 9+5      | 1000            | 5          | Einrichtungswagen                      | 31,4       | 2,40        | 2019–        | [ 93 ]    |
| De Lijn (Straßenbahn Antwerpen) | Antwerpen    | Belgien | 58     | 8        | 1000            | 5          | Einrichtungswagen                      | 31,4       | 2,30        |              | [ 93 ]    |
| De Lijn (Straßenbahn Gent)      | Gent         | Belgien |        | 18       | 1000            | 5          | Zweirichtungswagen                     | 31,4       | 2,30        |              | [ 93 ]    |

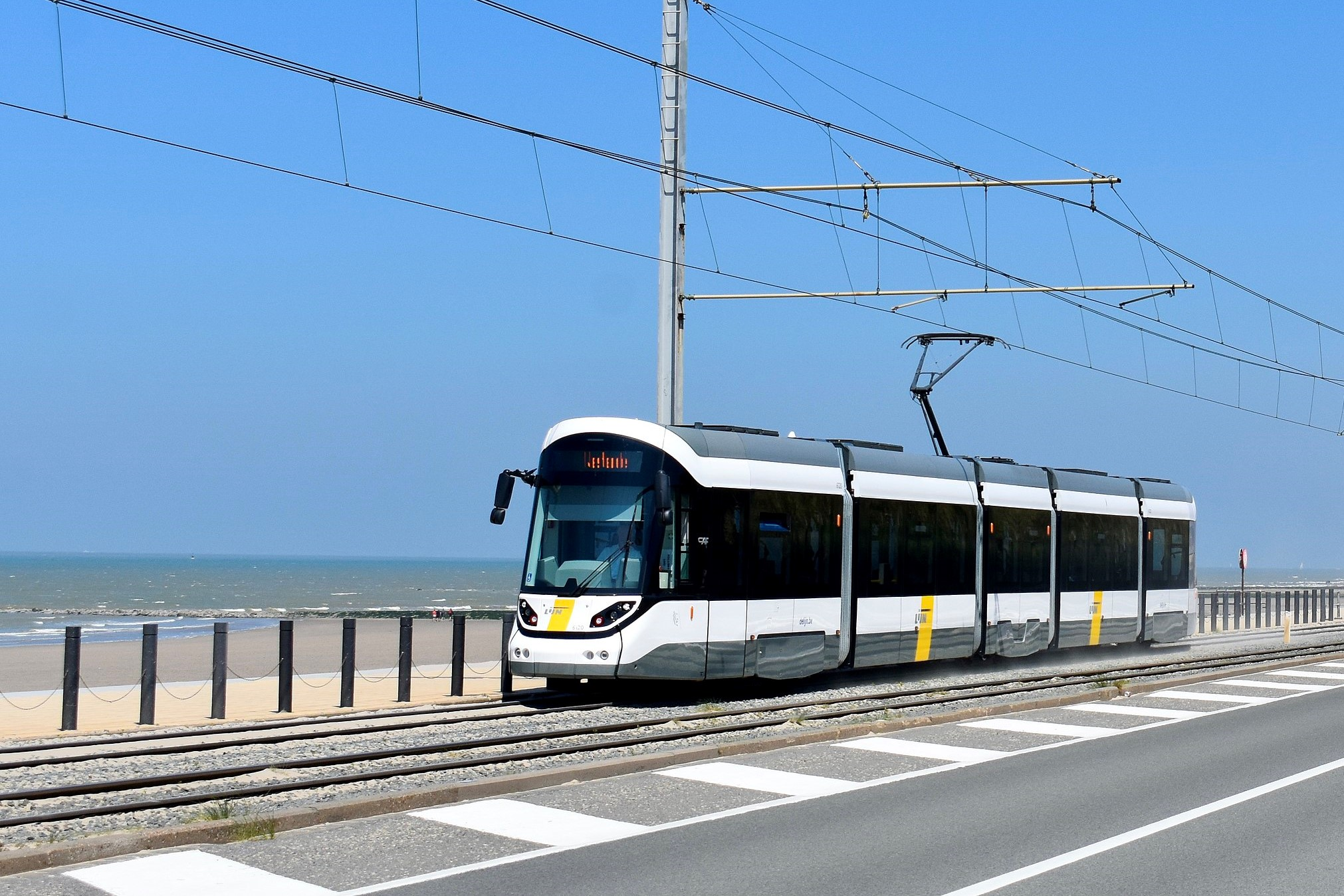
Zeelijner auf der Kusttram

Der flämische Straßenbahnbetreiber De Lijn hat CAF einen Großauftrag über bis zu 146 fünfteilige Urbos 100X erteilt. Die Ausführung der Radsätze mit durchgehenden Radsatzwellen und der Wagenkästen als geschweißte Stahlkonstruktion ergibt sich aus den Anforderungen der Ausschreibung. Statt acht Motoren mit jeweils 60 kW Dauerleistung für acht Einzelräder, wie sie für einen fünfteiligen Urbos 100 Standard wären, sind vier Motoren mit jeweils 100 kW für vier Achsen verbaut. Bombardier Transportation protestierte gegen diesen Auftrag, auch wegen Patentverletzung.
Die Fahrzeuge werden in allen drei Netzen fahren: Für Antwerpen und die Kusttram sind Einrichtungswagen und für Gent Zweirichtungswagen vorgesehen. Der erste Abruf umfasst 48 Niederflureinheiten mit 31,4 m Länge und 2,4 m Breite für die Kusttram, die den dortigen Betrieb komplett übernehmen. Diese Fahrzeuge erhielten den Namen «Zeelijner». Für Angebotserweiterungen und eine Streckenverlängerung sind Optionen über 9 und 5 Fahrzeuge vorgesehen. Die Wagen für die Stadtnetze sind nur 2,3 m breit. Für Antwerpen wurden 58 Einrichtungsfahrzeuge bestellt, 8 weitere können nachbestellt werden. Für Gent sind 18 Zweirichtungsfahrzeuge vorgesehen.

## Urbos 70
Die Urbos 70 sind wie die Urbos 100 niederflurige Gelenkwagen mit Sänften, an den Enden sind jedoch jeweils Wagenteile mit einem Triebdrehgestell auf ein Laufwerksmodul aufgesattelt. Im Bereich der Triebdrehgestelle sind die Fahrzeuge nicht niederflurig.
| Betrieb                | Ort                                                   | Land    | Anzahl | Optionen | Spurweite in mm | Wagenteile | Einrichtungswagen / Zweirichtungswagen | Länge in m | Breite in m | Achsfolge | Auslieferung |               |
| ---------------------- | ----------------------------------------------------- | ------- | ------ | -------- | --------------- | ---------- | -------------------------------------- | ---------- | ----------- | --------- | ------------ | ------------- |
| Purple Line (Maryland) | Bethesda, Silver Spring, College Park, New Carrollton | USA     | 28     |          | 1435            | 5          | Zweirichtungswagen                     | 43,2       | 2,65        | Bo’2BoBo’ |              |               |
| Straßenbahn Rom        | Rom                                                   | Italien | 60     | 61       | 1445            | 5          | Zweirichtungswagen                     | 33,5       |             |           |              |               |
| Straßenbahn Bologna    | Bologna                                               | Italien | 33     | 27       | 1435            | 5          | Zweirichtungswagen                     | 35         | 2,4         |           |              | [ 94 ] [ 38 ] |

### Maryland
Im Juni 2016 wurden die ersten Urbos 70 bestellt. Es handelt sich um 28 fünfteilige Zweirichtungsfahrzeuge für die Purple Line in Maryland. Diese Light Rail befindet sich in Bau und soll eine Tangentialverbindung im Nordosten des Ballungsraums Washington herstellen. Die Fahrzeuge besitzen sechs Türen pro Seite und haben eine Höchstgeschwindigkeit von 88 km/h. Sie werden in Elmira, New York hergestellt.

### Rom
Für den Ersatz alter Stanga-Triebwagen und die Einführung neuer Strecken bestellte die ATAC 40 Urbos für die Straßenbahn Rom. Es bestehen Optionen für 66 und 15 Fahrzeuge, sodass der Gesamtauftrag ein Volumen von 457 Millionen Euro umfasst. Die Zweirichtungsfahrzeuge sind 33,5 Meter lang und sollen mit den Batterien des On Bord Energy Storage System (OESS) abschnittsweise ohne Oberleitung fahren können. Als erste Teileinlösung der Optionen wurden im Oktober 2024 weitere 20 Fahrzeuge bestellt.
Bislang traf CAF keine Aussage, zu welchem Typ die Fahrzeuge innerhalb der Urbos-Familie zuzuordnen sind. Die veröffentlichte Visualisierung zeigt jedoch einen fünfteiligen Wagen mit einer Laufwerksanordnung, welche dem Prinzip des Urbos 70 entspricht.

### Bologna
Im Oktober 2024 erhielt CAF einen Auftrag zur Lieferung von zunächst 33 und optional 27 weiteren Fahrzeugen für die Straßenbahn Bologna mit Energiespeichersystem. Bislang traf CAF keine Aussage, zu welchem Typ die Fahrzeuge innerhalb der Urbos-Familie zuzuordnen sind. Die zur Abstimmung über die Farbgestaltung veröffentlichten Visualisierungen zeigen jedoch einen fünfteiligen Wagen mit einer Laufwerksanordnung, welche dem Prinzip des Urbos 70 entspricht.

## Urbos AXL
Der Urbos AXL wurde insbesondere für längere und Überlandstrecken entwickelt. Diese Einheiten können für eine Höchstgeschwindigkeit von 90 Kilometern pro Stunde ausgelegt werden. Die Wagenkästen sind länger als bei den Multigelenkwagen, sie laufen auf Drehgestellen mit durchgehenden Achsen. Die Endteile mit je einem Drehgestell sind, vergleichbar mit den Wagen des Typs Citylink, am Übergangsende auf dem Mittelwagen mit zwei Drehgestellen aufgesattelt. Das zusätzliche Mittelteil bei den vierteiligen Einheiten läuft ebenfalls auf einem Drehgestell. Der Durchgang kann stufenlos ausgeführt werden, jedoch ist er über den Drehgestellen auch dann etwas erhöht. Die Urbos AXL sind als Ein- und Zweirichtungswagen erhältlich.

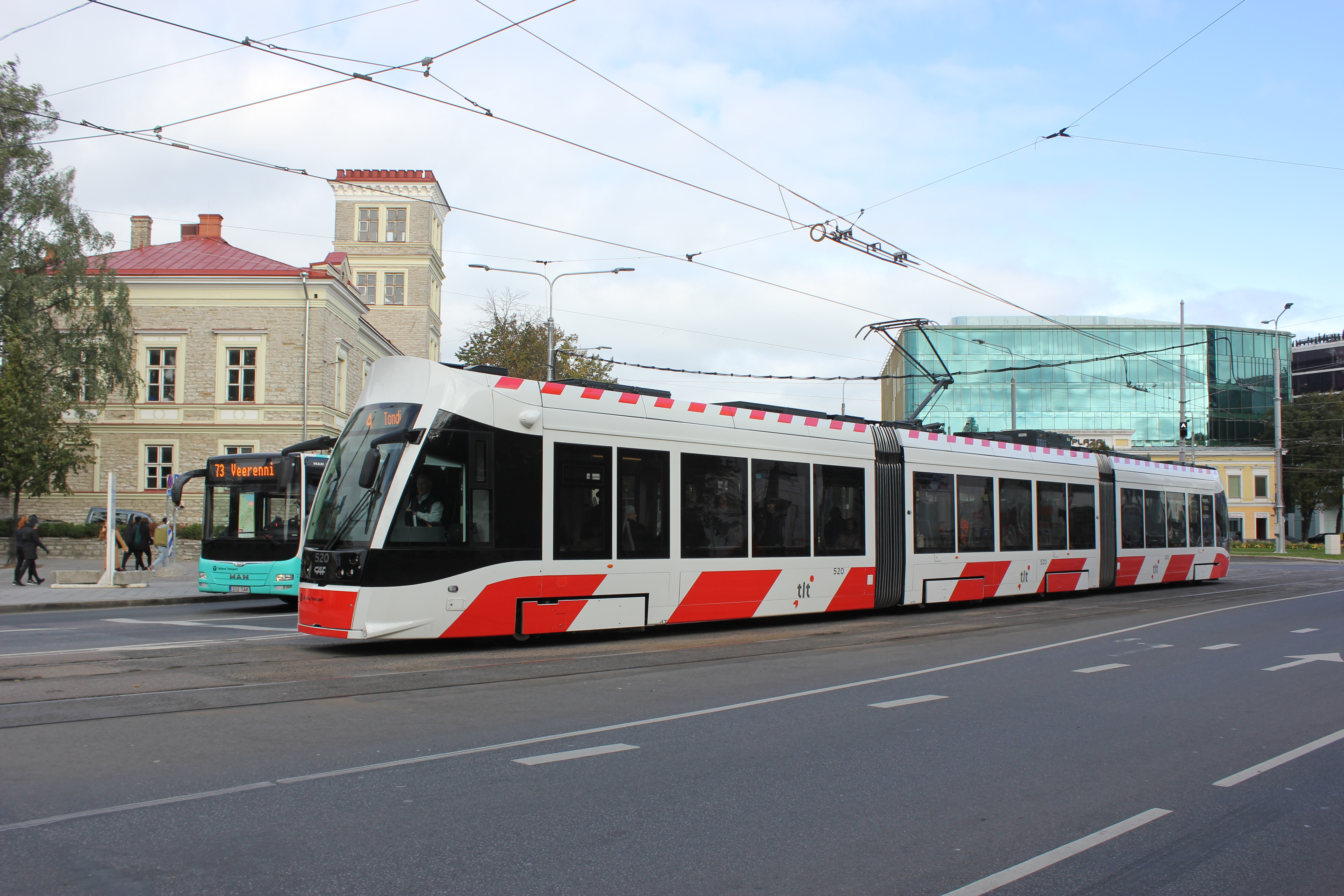
Die Urbos AXL in Tallinn sind Einrichtungswagen.

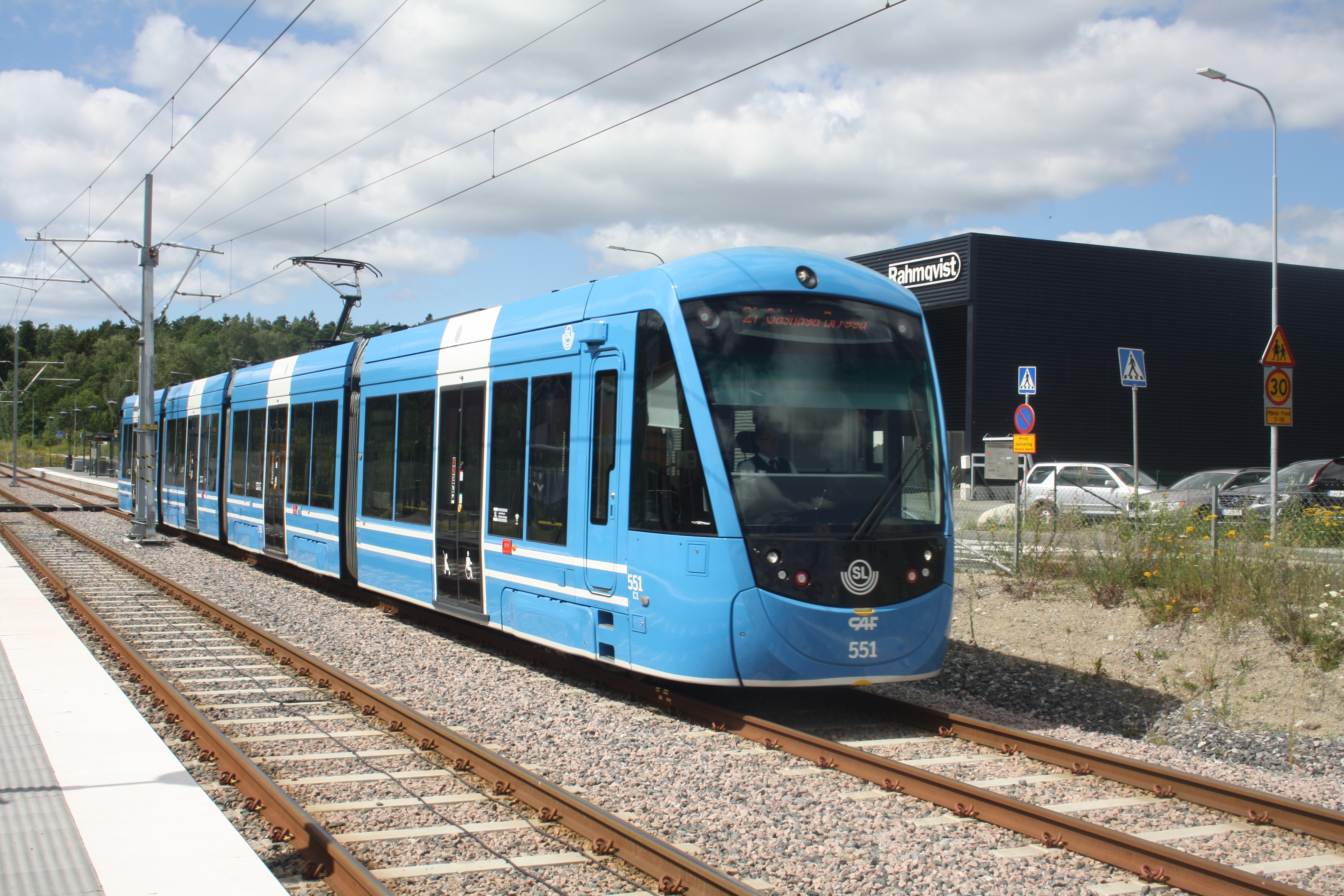
ET 551 (vierteiliger Urbos AXL) in Gåshaga (Lidingöbanan)

| Betrieb               | Land     | Betriebsseitige Bezeichnung | Baujahr | Anzahl | Spurweite in mm | Länge in m | Breite in m | Wagenteile | Einrichtungswagen / Zweirichtungswagen | Bemerkung                             |
| --------------------- | -------- | --------------------------- | ------- | ------ | --------------- | ---------- | ----------- | ---------- | -------------------------------------- | ------------------------------------- |
| Straßenbahn Tallinn   | Estland  |                             | 2014–   | 20     | 1067            | 30,82      | 2,3         | 3          | Einrichtungswagen                      | [ 102 ] [ 103 ]                       |
| Straßenbahn Stockholm | Schweden | A35                         | 2013–   | 43     | 1435            | 31,175     | 2,65        | 3          | Zweirichtungswagen                     | Tvärbanan, Nockebybanan, Spårväg City |
| Straßenbahn Stockholm | Schweden | A36                         | 2015–   | 9      | 1435            | 40,6       | 2,65        | 4          | Zweirichtungswagen                     | Lidingöbanan                          |

### Tallinn
Zur Erneuerung des Wagenparks der Straßenbahn Tallinn wurde ein Vertrag mit dem spanischen Hersteller CAF geschlossen, der die Lieferung von insgesamt 20 neuen Niederflurwagen bis 2016 zum Gegenstand hat. Das erste Exemplar ist Ende 2014 in Tallinn eingetroffen und wird bis Februar 2015 ausführlich getestet und angepasst. Derzeit gibt es Überlegungen, den Obusverkehr (seit 1965) als dritten Betriebszweig mittelfristig zugunsten eines erweiterten Straßenbahnnetzes aufzugeben.
Bei einer Einstiegshöhe von 435 mm ist der Boden über den Enddrehgestellen um zwei Stufen gegenüber dem Niederflurbereich erhöht. Die Wagenkästen sind aus Aluminium gefertigt. Zur Speicherung von rekuperierter Energie aus Bremsvorgängen sind die Fahrzeuge mit Superkondensatoren ausgestattet.

### Stockholm
Im Jahr 2010 erhielt CAF einen Rahmenvertrag für bis zu 136 Straßenbahnwagen. Stockholm beschaffte darauf in mehreren Schritten drei- und vierteilige Urbos AXL. Die Dreiteiler erhielten die Typenbezeichnung A35 und werden auf der Tvärbanan (Querbahn) und der Nockebybanan eingesetzt. In der Hauptverkehrszeit verkehren sie in Doppeltraktion. Seit Ende des Jahres 2020 werden modifizierte A35, die A35B, auch auf der Linie 7 (Spårväg City) eingesetzt.
Auf der Lidingöbanan (zur Insel Lidingö) verkehren seit 2015 neun vierteilige Triebwagen des Typs A36.
In beiden Längenvarianten sind acht Achsen mit jeweils 65 kW angetrieben. Der Durchgang ist über den mittigen Drehgestellen stufenfrei und weist eine Breite von 500 mm auf. An den Wagenenden hingegen ist der Boden über den Drehgestellen durch zwei 150 mm hohe Stufen vom Niederflurbereich abgegrenzt.
Im Januar 2023 mussten die Fahrzeuge aufgrund eines Bremsversagens aus dem Verkehr genommen werden.

## Urbos TT

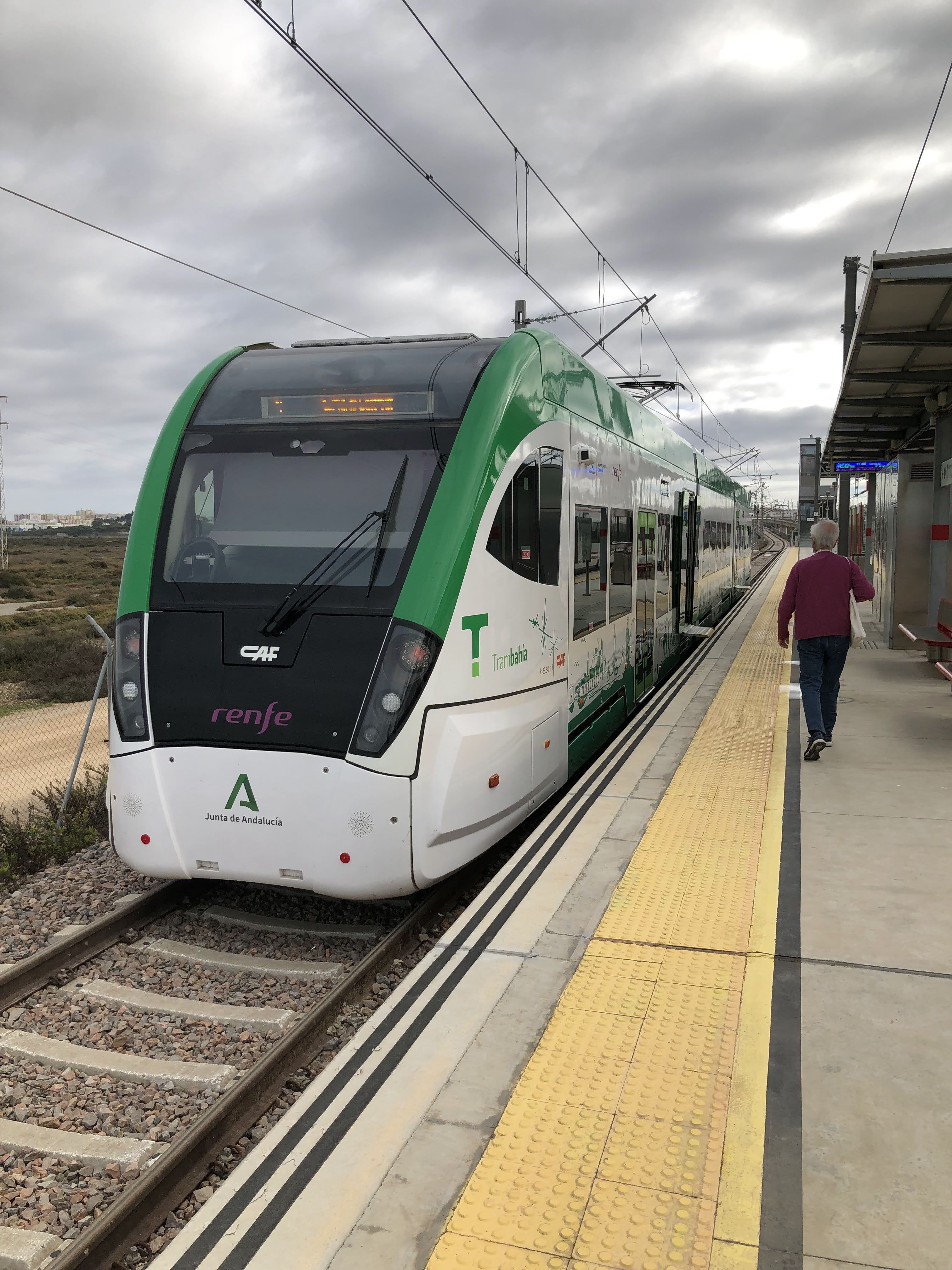
Ein Triebwagen für den Mischbetrieb in Cádiz

Für die breitspurige Tranvía Metropolitano de la Bahía de Cádiz, eine Verknüpfung einer Eisenbahnstrecke der Cercanías Cádiz mit einer neu gebauten peripheren Straßenbahnlinie, lieferte CAF im Jahr 2012 sieben dreiteilige Tren-Tranvia-Züge. Die zweisystemfähigen Zweirichtungswagen sind 38,1 Meter lang und 2,65 Meter breit sowie für eine Geschwindigkeit von 100 km/h zugelassen. Ihre Grundkonzeption mit einem türlosen Mittelwagen, der auf zwei Drehgestellen läuft und zwei darauf aufgesattelten Endwagenkästen mit je einem Enddrehgestell entspricht den dreiteiligen Urbos AXL. Die Wagen laufen auf vier zweiachsigen Drehgestellen mit durchgehenden Achswellen. An den Endwagen befinden sich je zwei Türen pro Seite: Eine Tür ist für 760 Millimeter hohe Eisenbahnbahnsteige, die andere Tür für 400 Millimeter hohe Straßenbahnhaltestellen ausgelegt. Zwischen beiden Ebenen befinden sich zwei Stufen. Es sind 92 Sitze in Längs- und Querbestuhlung vorhanden. Die Eröffnung der Strecke verzögerte sich bis Oktober 2022. Die Triebwagen erhielten wegen der Zulassung für den Eisenbahnbetrieb die spanische Reihenbezeichnung (9)801.
| Betrieb         | Ort   | Land    | Anzahl | Spurweite in mm | Wagenteile | Einrichtungswagen / Zweirichtungswagen | Länge in m | Breite in m | Auslieferung | Bemerkung |
| --------------- | ----- | ------- | ------ | --------------- | ---------- | -------------------------------------- | ---------- | ----------- | ------------ | --------- |
| Cercanías Cádiz | Cádiz | Spanien | 7      | 1668            | 3          | Zweirichtungswagen                     | 38,1       | 2,65        |              | [ 111 ]   |

## Urbos LRV
| Betrieb           | Ort     | Land | Betriebsseitige Bezeichnung | Anzahl | Spurweite in mm | Wagenteile | Einrichtungswagen / Zweirichtungswagen | Länge in m | Breite in m | Auslieferung | Bemerkung                       |
| ----------------- | ------- | ---- | --------------------------- | ------ | --------------- | ---------- | -------------------------------------- | ---------- | ----------- | ------------ | ------------------------------- |
| Stadtbahn Houston | Houston | USA  | H3                          | 39     | 1435            | 3          | Zweirichtungswagen                     | 29,1       | 2,65        | 2014–        | Höchstgeschwindigkeit 92,8 km/h |
| Green Line        | Boston  | USA  | Type 9                      | 24     | 1435            | 3          | Zweirichtungswagen                     | 21,9       | 2,642       |              |                                 |

### Houston

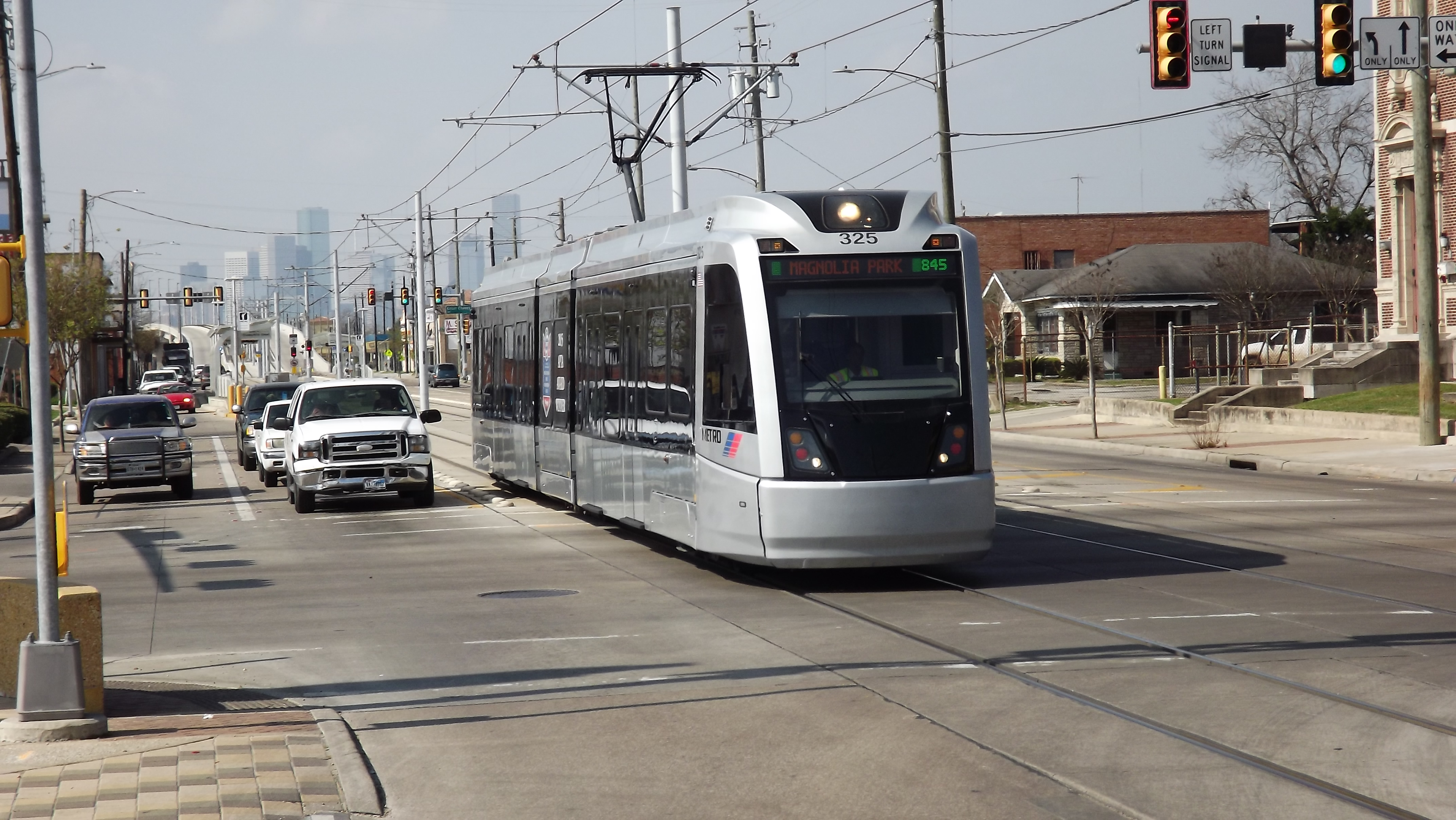
Fahrzeug der MetroRail Houston

Im September 2011 erhielt CAF einen Auftrag zum Bau von 39 dreiteiligen Niederflurwagen für die Stadtbahn Houston. Die elektrische Ausrüstung stammt von Kiepe. Die Fahrzeuge haben ein kurzes Mittelteil auf einem vom Urbos 100 abgeleiteten Laufwerk mit Losradsätzen und einem Radstand von 1850 mm. Die langen Endteile verfügen über je ein angetriebenes Drehgestell, welches im Prinzip auf der beim Urbos 1 70 für die Straßenbahn Bilbao verwendeten Bauart basiert und über klassisch angeordnete Quermotoren mit einer Leistung von 143 kW verfügt. Der Radstand im Drehgestell beträgt 1900 mm, der Raddurchmesser im Neuzustand 660 mm. Über den Triebdrehgestellen ist der Durchgang um eine Stufe erhöht, die jeweils vier Sitzreihen befinden sich auf seitlichen Podesten und sind alle mit Blickrichtung zur Wagenmitte ausgerichtet. Zwischen Triebdrehgestell und Gelenk sind jeweils zwei Doppeltüren auf beiden Seiten angeordnet.

### Boston

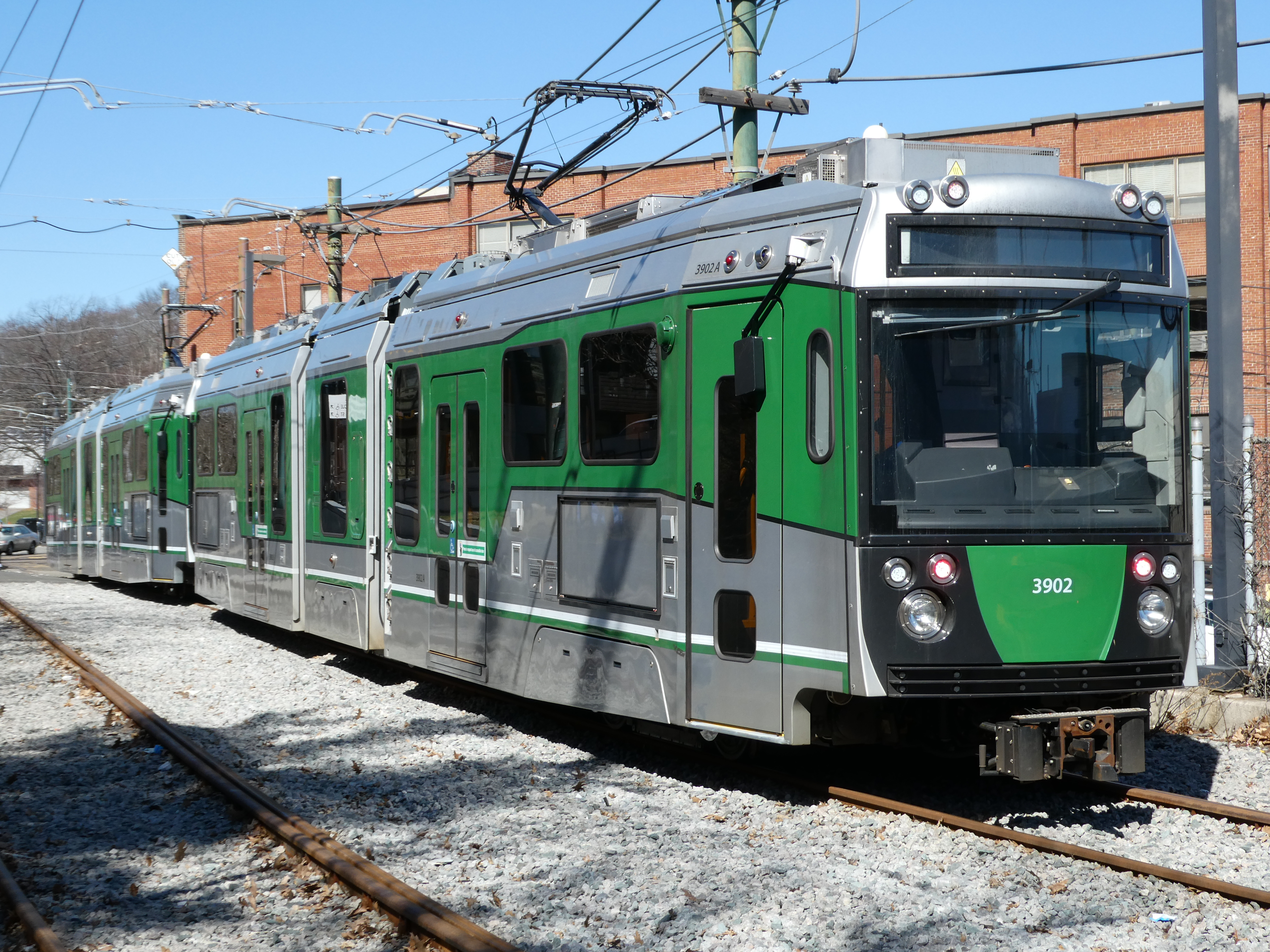
Eine Doppeltraktion von Type 9 der Boston Green Line

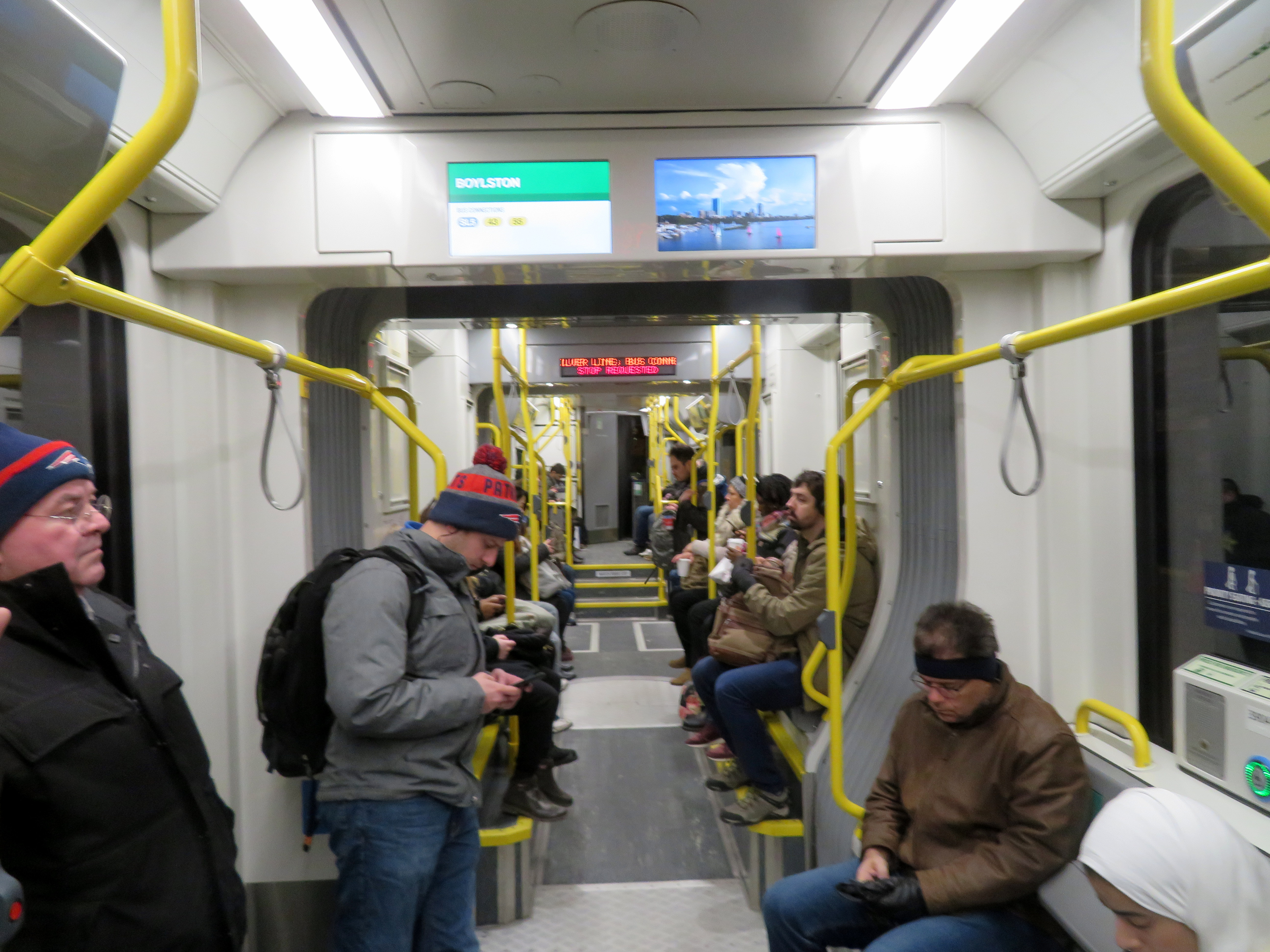
Innenraum eines Type 9 der Green Line von Boston

Im Mai 2014 bestellte die Massachusetts Bay Transportation Authority (MBTA) für die Green Line in Boston 24 dreiteilige Fahrzeuge, deren prinzipielle Laufwerksanordnung den Wagen in Houston entspricht. Die Wagenteile sind jedoch wesentlich kürzer, über den Drehgestellen ist der Wagenboden um drei Stufen erhöht und die Endteile haben nur jeweils eine Doppeltür pro Seite. An den Fahrzeugenden ist auf jeweils einer Seite eine Einzeltür angeordnet. Die ersten Fahrzeuge gingen im Dezember 2018 in Betrieb, ihre Endmontage fand im CAF-Werk in Elmira, New York statt.